# Aéroport de La Rochelle-Île de Ré
L’aéroport de La Rochelle - Île de Ré, anciennement La Rochelle-Laleu (code IATA : LRH • code OACI : LFBH) est un aéroport français ouvert à la circulation aérienne publique (CAP), situé sur la commune de La Rochelle, en Charente-Maritime (région Nouvelle-Aquitaine).
Il est utilisé pour le transport aérien national et international, ainsi que pour la pratique d’activités de loisirs et de tourisme.
L'aéroport bénéficie d'une zone de chalandise de plus de 700 000 habitants dans un rayon d'une heure autour de La Rochelle.

## Histoire

### Les années 1930-1940
Dès le 28 janvier 1932, la Chambre de commerce et d’industrie envisage sérieusement la création d’un aéroport à La Rochelle, en complément au môle d’escale du port de La Pallice, en liaison avec les paquebots transatlantiques.
En 1933, d'anciens pilotes de la première guerre, comme Pierre Vieljeux (fils de Léonce Vieljeux), Victor Lucas et Plantard, soutenus par la Ville et la Chambre de commerce, décident de créer un aéro-club et tentent de convaincre les autorités militaires de l’intérêt de l’aviation. Ces dernières vont mettre à leur disposition le terrain de Lagord en dehors des périodes de manœuvres. Le terrain est aménagé pour offrir deux pistes en croix de 650 m, et un hangar de 400 m2 y est construit en 1934.
L’aéroclub ouvre alors une école de pilotage (Georges Simenon en sera le 31e élève) et organise de nombreux meetings aériens qui rencontrent tellement de succès que cela précipite la décision de construire un aéroport, envisagée depuis janvier 1932.
Le 18 juillet 1938, après de longues études de faisabilité et le choix d’un emplacement entre La Repentie et Laleu, une décision ministérielle autorise la création de l’aérodrome, auquel l’État participe pour moitié, la moitié restante étant répartie à parts égales entre la Chambre de commerce et la Ville. La même année, la société des avions Henriot signe une convention d’exploitation de l’aérodrome, ainsi que la création d’une école de pilotes et de mécaniciens ayant pour mission d’instruire les élèves au brevet de pilote militaire.
En août 1939, à peine quelques semaines avant le début de la Seconde Guerre mondiale, l’aéroport est terminé et sert alors de lieu de formation pour les pilotes.
Le 23 juin 1940, 20 000 soldats de la Wehrmacht, prennent possession de La Rochelle. Dans le contexte du Mur de l'Atlantique, l’armée allemande fait construire dès 1941 de nombreux blockhaus sur tout le littoral, ainsi qu’une immense base sous-marine au port de commerce de La Pallice, destinée à abriter une flottille de sous-marins de la Kriegsmarine. L’aéroport est quant à lui réquisitionné pour les avions détecteurs de mines et les escadrilles de chasse de la Luftwaffe sécurisant la base sous-marine.
Tout au long du conflit, la base sous-marine et l’aéroport sont bombardés à plusieurs reprises par les bombardiers américains Boeing B-17 Flying Fortress et Consolidated B-24 Liberator, ainsi que par les bombardiers anglais Handley Page Halifax et Avro Lancaster qui y larguent les premières bombes Tallboy (5 t) et Grand Slam (10 t).
C’est après-guerre, à partir de 1946, que l’aéroport prend véritablement son essor, avec la mise en service de lignes d’avions-taxis vers Bordeaux, Lyon, Nantes et Paris.
La STERO (Société de Transports Aériens de la Région Ouest) fera une escale rochelaise sur la ligne Nantes - Lyon via La Rochelle donc, Niort et Vichy et également sur la ligne Nantes - Bordeaux en Douglas DC-3.

### Les années 1950-1960
En 1961, il est équipé d’une piste en dur et en 1966 d’une aérogare.

Logo historique d'Air Atlantique dès les années 1990 jusqu'à 2002.

En 1965, la compagnie rochelaise Air Publicité s'installait sur l'aéroport pour effectuer du transport de fret et de la publicité aérienne. Elle deviendra ensuite Air Atlantique, une compagnie aérienne régionale.
Les premières liaisons régulières vers Paris (Aéroport de Toussus-le-Noble) se font à partir de juillet 1967 avec la compagnie France Aéro-Service basée sur l'aéroport de Toussus-Paris, en Piper PA-23-250 Aztec.
France Aéro Service se dira le "créateur de la ligne La Rochelle-Paris-La Rochelle".
Le succès du transport aérien entraîne l’arrêt de l’exploitation des trains directs spéciaux, reliant Paris à La Rochelle et au port de La Pallice, en 1962.
En octobre 1968, Air Inter mettait en place une ligne vers Nantes en Beechcraft Queen Air (7 sièges) de Rousseau Aviation en correspondance à Nantes avec les vols du réseau primaire d'Air Inter.
La compagnie Air Limousin inaugurait en 1969, la liaison La Rochelle - Limoges - Clermont-Ferrand - Lyon en Beechcraft 70 Queen Air, immatriculé F-BRNI.

### Les années 1970-1980
Air Inter reprend la ligne vers Paris. Elle affrète la compagnie TAT sur cette ligne à faible trafic.
En 1972, TAT ouvre une ligne vers Lyon en Beechcraft 99 et fera escale à Poitiers dès 1973 (sauf l'été en juillet et août).
La grève chez Air Inter de fin 1972, vient changer les plans de la compagnie nationale pour La Rochelle dont le déficit dû à la grève a été d'environ 1 100 000 F sur Paris - La Rochelle. Elle voulait rajouter pour 1973 des services nouveaux sur la ligne vers Paris en Beechcraft 99.

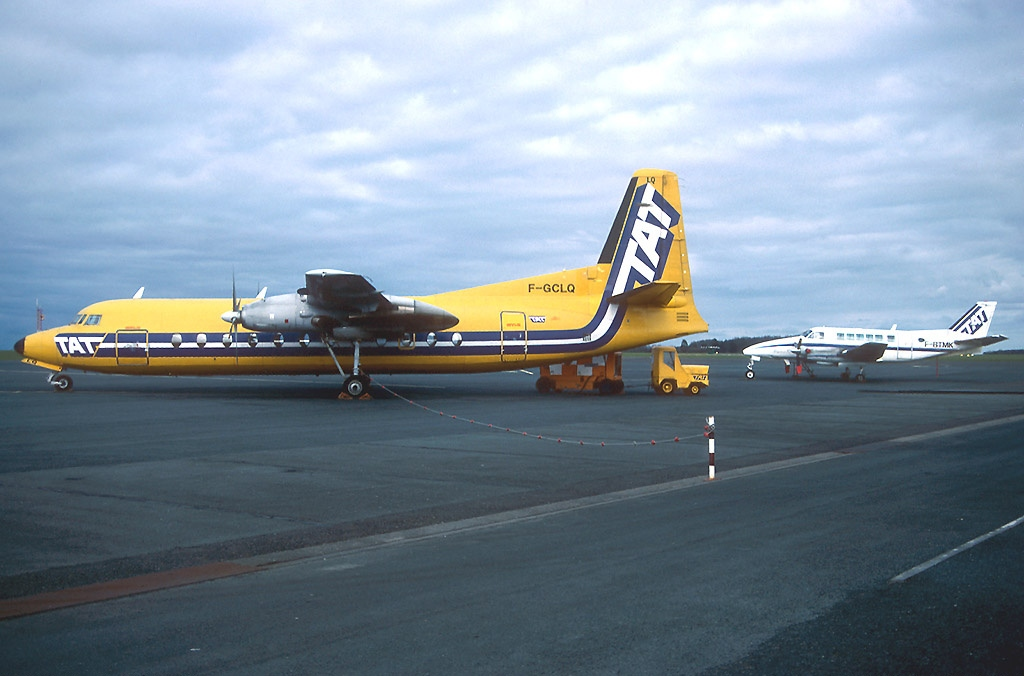
FH-227B F-GCLQ et un Beechcraft 99 F-BTMK de la TAT à la Rochelle en 1988

La compagnie aérienne TAT reprend la ligne à son compte avec Paris en 1974.
En 1976, la Rochelle est une escale de la ligne Paris-Agen (en Fokker 27). 35 000 passagers transitent sur la plateforme.
La compagnie de transport à la demande Air Rochelle s'installe sur l'aéroport en janvier 1977.
Le 10 juillet 1977, la TAT exploite la ligne Paris - La Rochelle via Saint-Nazaire en Fokker 27 de 48 places, mais cette escale nazairienne venant pénaliser la ligne (- 21% de passagers sur Paris/La Rochelle), TAT cesse l'escale nazairienne le 31/03/1978.
En 1977, TAT exploite la ligne directe vers Lyon en avion biréacteur Corvette de 14 places qui sera remplacé par un Nord N262 de 29 places avec une escale sur Poitiers dès le 3 avril 1978. Le Nord N262 remplace également le Fokker 27 sur la ligne TAT vers Paris dès le 3 avril 1978.
27 500 passagers ont transité en 1977 sur la plateforme soit - 21% par rapport à l'année 1976, pénalisé par l'escale du vol TAT vers Paris sur Saint-Nazaire et la perte du transit des passagers d'Agen.
L'aéroport accueille pour 1980, 47 963 passagers pour 3 113 mouvements commerciaux et 17 tonnes de messagerie La Poste.
TAT transporte en 1981 environ 45 000 passagers sur la ligne avec Paris pour la plupart des hommes d'affaires. Elle utilise des Fairchild Hiller FH-227B sur cette ligne.
A l'été 1989, la ligne Paris - La Rochelle est prolongée le week-end sur Royan.

### Les années 1990-2000

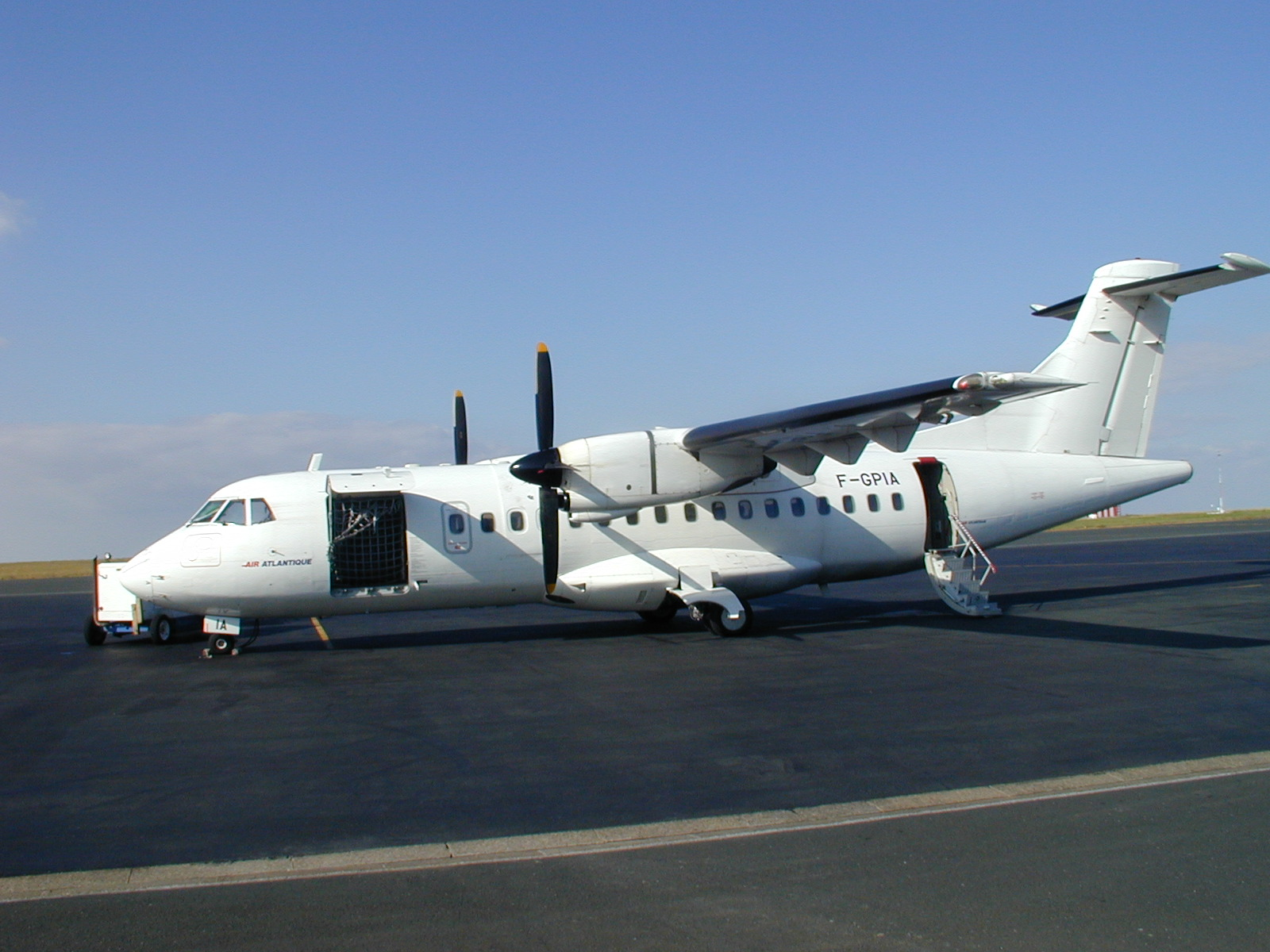
ATR42-300 F-GPIA d'Air Atlantique sur l'aéroport de La Rochelle en 2001.

Au début des années 1990, Air Vendée assure la ligne La Rochelle - Limoges - Marseille.
A l'été 1992, l'association "maison du Connemara" met en place les samedis des vols La Rochelle-Vannes-Shannon et retour dans la journée.
En 1995, Air Atlantique desservira Lyon et Toulouse.
En 1997, les vols vers Paris d'Air Liberté représentait 90 % de l'activité de l'aéroport.
Les vols vers Paris sont confiés à Air Atlantique comme sous-traitant.
En mars 1999, Regional Airlines ouvre une ligne vers son hub de Clermont-Ferrand permettant ainsi la correspondance vers de nombreuses villes en France (Toulouse, Lyon, Nice, Angers, Toulon...) ou Europe (Amsterdam, Düsseldorf, Milan...). 
En 2001, la compagnie Buzz, filiale de KLM Uk, s'installe à La Rochelle pour tester sa ligne vers  Londres Stansted à partir de ville moyenne. Elle fera 25 000 passagers la première année avec 4 vols par semaine.
Le 15 juillet 2002, Air Jet reprend la ligne vers Paris.

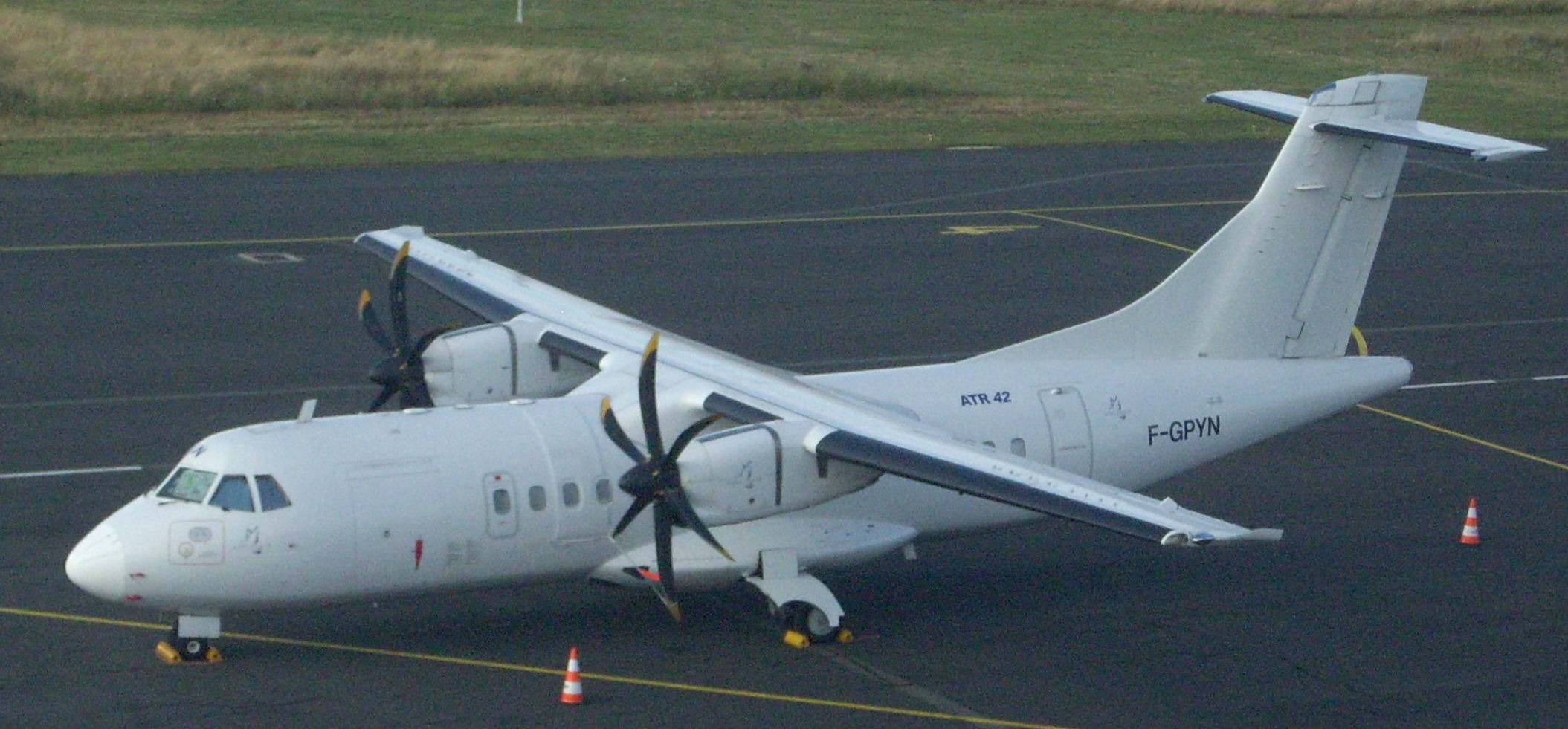
ATR-42 d'Airlinair F-GYPN à La Rochelle.

Fin 2002, Air Atlantique basée sur l'aéroport de La Rochelle s'installe sur l'aéroport du Havre, rachetée à 70% par le Conseil général de la Seine Maritime et à 10% par le Conseil général du Calvados.
En mai 2003, à la suite de la faillite d'Air Jet, Air Atlantique reprend la ligne vers Paris,.
En 2004, retour dans le temps, le succès du TGV Paris - La Rochelle supprime la ligne La Rochelle - Paris par manque de rentabilité.
Le 14 octobre 2004, Airlinair reprend la ligne La Rochelle - Poitiers -Lyon.
Le 05 juin 2009, Ryanair ouvre une ligne vers Bruxelles.

### Les années 2010-2020
Le 17 avril 2010, Transavia Hollande propose des liaisons saisonnières vers Rotterdam.
Ryanair a également repris, en juin 2010, la ligne avec Cork (Irlande) auparavant gérée par Aer Arann. A Pâques, Ryanair a inauguré une nouvelle relation avec Oslo.
En 2011, la compagnie Airlinair dessert Paris (Orly Sud) en affrétant un Beechcraft 1900D à Chalair Aviation. Ryanair ouvre une ligne vers Porto en mars 2011.
Airlinair ouvre une ligne saisonnière La Rochelle - Poitiers - Ajaccio en ATR 72 à l'été 2012.
EasyJet  propose des vols saisonniers entre La Rochelle - Genève dès le 25 juin 2014.

Le 16 juin 2016, CityJet ouvre une ligne saisonnière vers Cork en Avro RJ85 de 95 places . Le 28 juin, CityJet inaugure sur la ligne Cork - La Rochelle son tout nouvel avion Italo-Russe Sukhoi Superjet 100 de 98 places. 

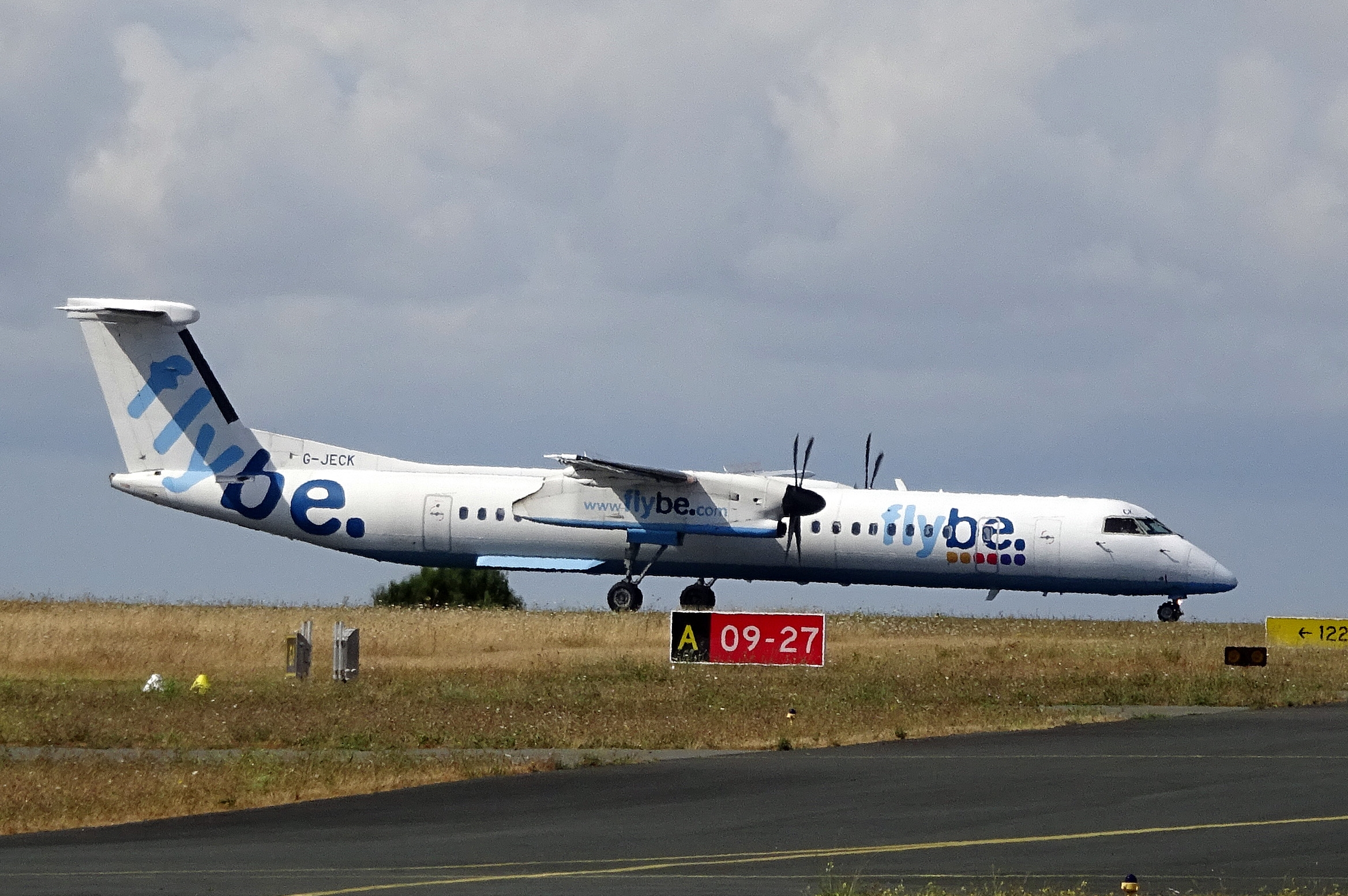
Dash 8 G-JECK de Flybe à La Rochelle en août 2016.

A l'été 2016, compagnie régionale Flybe compte trois lignes au départ de La Rochelle : Birmingham, Manchester et Southampton. EasyJet souhaite s'implanter sur La Rochelle avec une ligne directe au départ de Lyon, ligne qui ne peut être ouverte en raison du contrat d'obligation de service public (ligne subventionnée OSP) Lyon-Poitiers-La Rochelle confiée à Hop ! Air France.
Le vendredi 8 juillet 2016, c'est l'inauguration de la nouvelle aérogare avec une façade bois de l'architecte David Rechatin, douze années de travaux pour un budget de 3,6 millions d’euros HT, des aménagements dimensionnés pour accueillir une clientèle exigeante et majoritairement étrangère (restaurant, distributeur de billets, bureau de presse et boutique, parking de loueurs de voitures...). Cinq compagnies aériennes desservent La Rochelle, principalement des low cost que sont Hop !, EasyJet, Ryanair, Flybe et Cityjet pour treize lignes desservies, l’aéroport a vu transiter 216 970 passagers en 2015 majoritairement .
Le 23 janvier 2018, Air France annonce la réouverture de la ligne vers Paris-Orly exploitée par Air France HOP à compter du 13 avril 2018 jusqu'au 27 octobre.
La compagnie aérienne suisse dite premium "La Nova" annonce vouloir ouvrir une ligne vers Genève à compter du 1er octobre 2018 en ATR 72-500 de 36 places (disposition 2x2 et une zone lounge/bar) ,.
Avec 240 154 passagers en 2018, l'aéroport de La Rochelle signe une année record en terme de fréquentation passagers notamment grâce au retour de la ligne avec Paris. Parmi ses passagers, 24,3% viennent rejoindre leurs résidences secondaires, 39,7% sont des touristes venus visiter la région et 32,6% sont venus visiter des amis ou de la famille. 75% des passagers restent en Charente-Maritime et 8,4% se dirige vers la Vendée. Enfin, plus de la moitié des passagers sont Britanniques.

Logo du Syndicat Mixte des Aéroports de La Rochelle et Rochefort.

Le syndicat mixte des aéroports de La Rochelle - Île de Ré et Rochefort - Charente-Maritime a été créé le 1er janvier 2019 afin de se substituer à la Chambre de commerce et d’industrie de Charente-Maritime, propriétaire de l’aéroport de La Rochelle - Île de Ré et qui n’était plus en mesure d’assumer seule l’exploitation de cet équipement en raison d’une accumulation de déficits. Dorénavant, le département de la Charente-Maritime et la Communauté d'Agglomération de La Rochelle participent chacun à hauteur de 32,5%, la région Nouvelle-Aquitaine à hauteur de 25% et la Communauté de communes rétaise (île de Ré) et la Chambre de Commerce de la Rochelle se partagent équitablement les 10% restants.
A l'été 2019, Hop ! Air France propose des vols saisonniers vers Nice et Marseille en Embraer ERJ 145 de 50 places ainsi que Ajaccio. La compagnie low cost Jet2.com propose des liaisons vers Leeds et Manchester.
A compter du 28/08/2019, les vols Hop ! Air France vers Orly, Lyon et Ajaccio jusque là opérés en ATR72 sont sous-traités à Chalair Aviation en ATR42.
Le 3 novembre 2019, la compagnie Chalair Aviation reprend l'exploitation de la ligne d’obligation de service public (OSP) La Rochelle - Poitiers - Lyon avec des avions ATR 72 de 70 places et ceci pour 4 ans.
Après de longs mois sans activité due à la crise Covid-19, l'aéroport de La Rochelle retrouve peu à peu son trafic dès l'été 2020 avec dans un premier temps, la réouverture de Lyon et Nice et en juillet, des trajets internationaux sur Londres ou Dublin.
Jet2 ouvre une 3ème ligne sur Londres-Stansted à compter du 18 mai 2020.
EasyJet propose à l'été 2020 des vols saisonniers vers Nice en Airbus A319 de 156 sièges .
Le 12 mai 2021, la compagnie Luxair propose une ligne saisonnière vers Luxembourg en Dash 8-Q400 de 76 places.
Le 23 mars 2022, après 2 millions d'euros de travaux, l’aérogare s’agrandit avec une nouvelle salle d’embarquement passant de 774 m² à 1 277m² permettant de meilleures conditions d’accueil et une mise aux normes, notamment dans le cadre du Brexit.

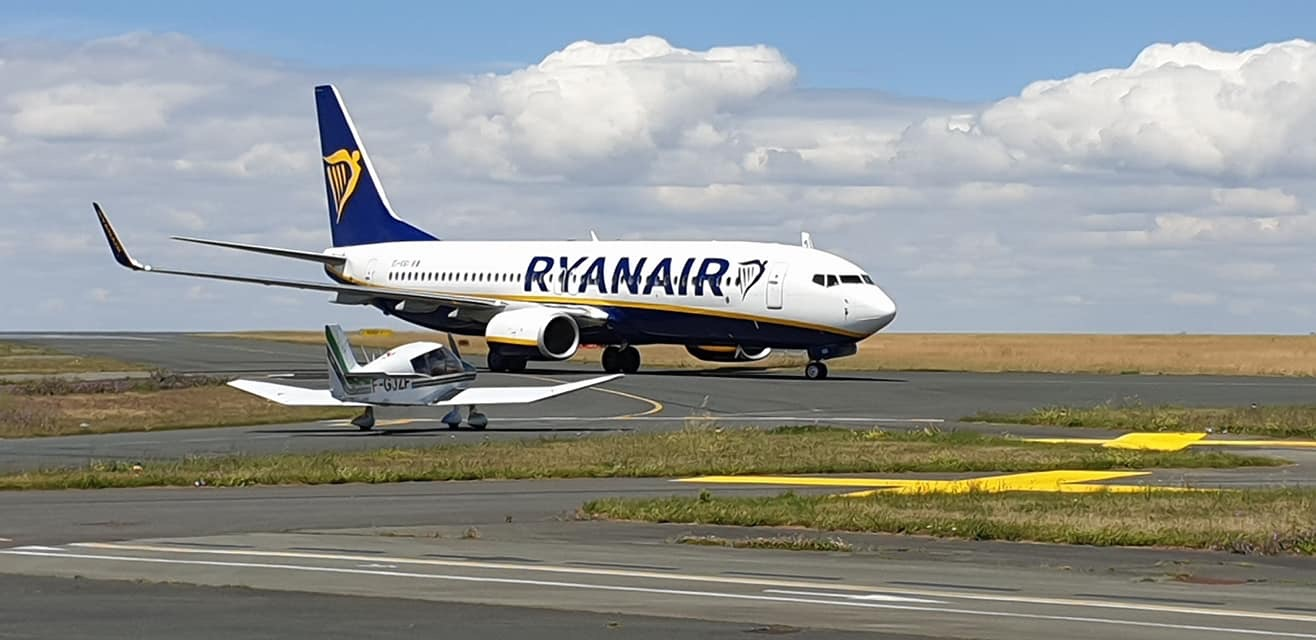
B737 de Ryanair sur l'aéroport de La Rochelle (juin 2019).

En mai 2022, Ryanair ouvre à l'année une ligne vers Marseille en Boeing 737 de 189 places.
EasyJet marque sa présence en 2022 sur la Rochelle avec 5 lignes: Nice, Genève, Bristol, Londres-Gatwick (quotidien) et Manchester.
Depuis le 17 avril 2023, la ligne vers Lyon est assurée par EasyJet en Airbus A319 ou Airbus A320 sans l'escale de Poitiers à la suite de la résiliation anticipée du contrat le 10 mars 2023 entre le syndicat mixte de l'aéroport et la compagnie Chalair Aviation.
La nouvelle caserne de pompiers de l’aéroport a été inaugurée le 9 juin 2023, proche de la piste, elle permettra d’assurer des interventions rapides.
Le samedi 25 mai 2024, l'acteur américain Tom Cruise a atterrit avec son avion personnel, un HondaJet immatriculé N77VA, qu’il pilote lui-même. Il a ensuite pris un hélicoptère de la compagnie Héliberté pour Arcachon. L'acteur serait venu en Gironde faire des repérages en vue du tournage,.
Le 4 juin 2024, Ryanair ouvre une ligne vers Marrakech,.
Le mardi 10 septembre 2024, l'aéroport de La Rochelle a inauguré au pied de la tour de contrôle, de nouveaux locaux gérés par AviaPartner (Terminal Avia VIP) pour prendre en charge la clientèle privée (stars comme les artistes durant la période des Francofolies, hommes d'affaires, sportifs ou gérer les transports d'organes et  les vols ministériels ou militaires).

## Installations

### Piste
L'aéroport dispose d'une piste bitumée orientée Est-Ouest (09/27), longue de 2 255 m et large de 45. Elle est dotée :
- d'un balisage diurne et nocturne ;
- d'un indicateur de plan d'approche (PAPI) pour chaque sens d'atterrissage ;
- d'un système d'atterrissage aux instruments (ILS/DME) pour le sens d’atterrissage 27.

### Prestations
L'aéroport est contrôlé et dispose d'un service automatique de diffusion (ATIS). Les communications s'effectuent sur les fréquences de 126,880 MHz pour l’ATIS, de 124,200 MHz pour l’approche et de 118,000 MHz pour la tour. Il est agréé pour le vol à vue (VFR) de nuit et le vol aux instruments (IFR).
S'y ajoutent :

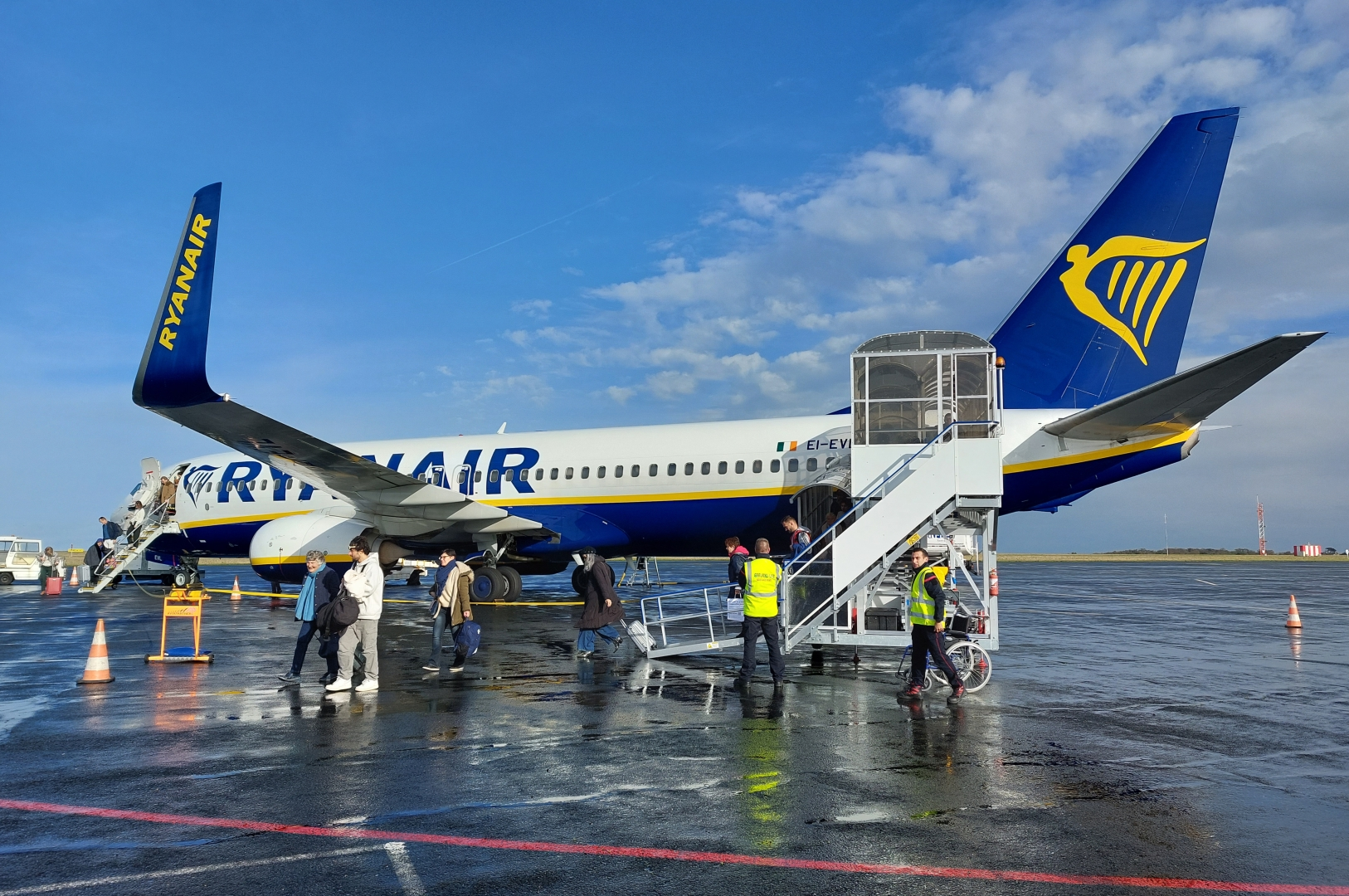
Débarquement des passagers d'un vol Ryanair à La Rochelle.

- une aire de stationnement de 40 000 m2 ;
- une aérogare de 1 700 m2 (capacité de traitement de 300 000 passagers par an) ;
- des hangars ;
- une station d'avitaillement en carburant (100LL et Jet A1) ;
- un bar-restaurant ;
- une boutique duty-free.

## Activités

### Transports

#### Compagnies et destinations
Pour 2025, l'aéroport de La Rochelle - Île de Ré propose 11 lignes dont 4 à l'année (Lyon-Saint-Exupéry, Marseille-Provence, Porto-F. Sá-Carneiro et Marrakech-Ménara), et 7 en saison (principalement de mars à octobre).
Elle propose également des vols vacances vers Chypres, Prague, Faro, Ljubljana (Slovénie) et les Pouilles en Italie.
| Compagnies | Destinations |
| ---------- | --- |
| EasyJet    | Lyon-Saint-Exupéry En saison : Bristol, Genève-Cointrin, Londres-Gatwick                                                        |
| Ryanair    | Marseille-Provence, Porto-F. Sá-Carneiro, Marrakech-Ménara En saison : Charleroi Bruxelles-Sud, Cork, Dublin, Londres-Stansted, |

#### Évolution du trafic

##### En graphique
Le graphique qui aurait dû être présenté ici ne peut pas être affiché car il utilise l'ancienne extension Graph, désactivée pour des questions de sécurité. Des indications pour créer un nouveau graphique avec la nouvelle extension Chart sont disponibles ici.

Voir la requête brute et les sources sur Wikidata.

##### En tableau
| Année | Nombre de Passagers | Évolution   | Mouvements | Évolution  |
| ----- | ------------------- | ----------- | ---------- | ---------- |
| 2024  | 294 150             | ▲ +19,15 %  | 27 524     | ▲ +1,46 %  |
| 2023  | 246 864             | ▲ +36,39 %  | 27 128     | ▼ −3,67 %  |
| 2022  | 180 993             | ▲ +196,32 % | 28 161     | ▲ +9,76 %  |
| 2021  | 61 081              | ▲ +89,67 %  | 25 657     | ▲ +32,31 % |
| 2020  | 32 203              | -86,2 %     | 19 392     | -22,2 %    |
| 2019  | 233 001             | -3 %        | 24 933     | +8,6 %     |
| 2018  | 240 154             | +8,4 %      | 22 966     | +11,2 %    |
| 2017  | 221 453             | +0,1 %      | 20 660     | -28,3 %    |
| 2016  | 221 195             | +1,9 %      | 28 799     | +4,7 %     |
| 2015  | 216 970             | +2,2 %      | 27 507     | +5 %       |
| 2014  | 212 361             | -1,8 %      | 26 198     | +7,5 %     |
| 2013  | 216 221             | -8,7 %      | 24 360     | -7,2 %     |
| 2012  | 236 736             | +3,3 %      | 26 242     | -11,6 %    |
| 2011  | 229 214             | +19,6 %     | 29 679     | -0,2 %     |
| 2010  | 191 599             | +13,4 %     | 29 736     | -1,4 %     |
| 2009  | 168 969             | -21,5 %     | 30 145     | -9,2 %     |
| 2008  | 215 145             | -2,5 %      | 33 212     | +0,7 %     |
| 2007  | 220 557             | +21,9 %     | 32 974     | +0,9 %     |
| 2006  | 180 980             | +41,9 %     | 32 689     | +23 %      |
| 2005  | 127 563             | +27 %       | 26 573     | -20,5 %    |
| 2004  | 100 404             | +7 %        | 33 430     | N/C        |
| 2003  | 93 802              | +2,1 %      | N/C        | N/C        |
| 2002  | 91 854              | +19,8 %     | 35 269     | +2,9 %     |
| 2001  | 76 681              | +16,2 %     | 34 284     | -4,3 %     |
| 2000  | 66 007              | +14,9 %     | 35 821     | N/C        |

### Liaison vers Paris
La concurrence des modes de transport pour effectuer le trajet La Rochelle / Paris est extrêmement forte. Le TGV, l'avion et plus récemment le Covoiturage offrent des solutions rapides et efficaces pour relier les deux villes. Au fil des années, la ligne se voit contrainte de fermer puis rouvrir à plusieurs reprises :
En 2004, la ligne créée par France Aéro Service en juillet 1967, reprise par Air-Inter, reprise en 1974 par TAT, puis par Air-Liberté, par Air Jet, en juillet 2002 et enfin Air Atlantique, en mai 2003, avait dû fermer pour manque de rentabilité.
La ligne Paris-La Rochelle est reprise le 8 avril 2011 par la compagnie Airlinair (en Beechcraft 1900D de Chalair Aviation), jusqu'au 24 octobre 2014, ligne qu'elle a sous-traité l’exploitation à Chalair Aviation.
Le 23 janvier 2018, Air France annonce la réouverture de la ligne vers Paris-Orly exploitée par Air France HOP à compter du 13 avril 2018 jusqu'au 27 octobre. La ligne rencontrant un fort succès, Air France Hop décide de la prolonger sur l'hiver 2018.
Air France ayant décidé de mener un plan de suppression d'emplois en réduisant les lignes intérieures en concurrence avec le TGV, la ligne Paris - La Rochelle n'est donc plus opérée depuis octobre 2019,.

#### Relation commerciale avec Ryanair et Jet2.com
Le rapport de la CRC publié le 13 mai 2008 montre que Ryanair dispose d’avantages exceptionnels « L’examen des factures 2005 de la compagnie Ryanair montre qu’elle n’acquitte aucune redevance balisage même durant la saison hivernale » et précise que « Cette politique tarifaire n’est pas conforme au principe de l’égalité de traitement des usagers de la plateforme dans la mesure où certaines compagnies exploitent des liaisons saisonnières et pratiquent des horaires compatibles avec l’absence de recours au balisage lumineux alors que d’autres pratiquent des horaires qui justifient le recours au balisage lumineux. »  concluant que « La politique tarifaire en matière de redevance aéronautique, adaptée aux compagnies à bas prix pour les dispenser partiellement de participer au financement des infrastructures utilisées, prive l’aéroport de recettes d’exploitation indispensables à son équilibre financier. »
La CCI a passé le premier contrat avec Ryanair le 1er décembre 2003, ce contrat couvre  la période du 1er mai au 31 décembre 2003. Le contrat précise que « La chambre de commerce et d’industrie s’engage à verser à la compagnie une contribution financière de 340 000 € versée en deux fois à raison de 185 000 € à la signature de la convention et 155 000 € assortis d’un justificatif des dépenses de promotion engagées par la compagnie qui devaient atteindre au moins 500 000 €. »
Le rapport d’observations précise également que « Ces concours publics, assimilables à une aide d’État, au sens de l’article 87 du traité instituant la Communauté européenne, auraient dû être notifiés préalablement à la Commission européenne, conformément aux dispositions de l’article 88 paragraphe 3 du traité. »
D’autre part, la cour régionale des comptes souligne que « La reconduction en avril 2006 de l’engagement financier de la chambre de commerce et d’industrie pour une nouvelle période triennale est contraire aux lignes directrices communautaires du 9/12/2005 sur les aides au démarrage pour les compagnies aériennes au départ d’aéroports régionaux (2005/C312/01) qui prévoient notamment que les aides au démarrage doivent être dégressives et accordées pour une durée maximale de 3 ans. » Gil Roy, estime quant à lui sur le site Aérobuzz que la CCI aurait versé 12 € par passager, soit environ 2,2 M€ en 2006. En novembre 2010, un article sur sudouest.fr informe sur la nature des demandes de Ryanair. On[style à revoir] y apprend notamment que « la compagnie irlandaise low-cost a sollicité un soutien financier auprès du Conseil général et de la Communauté d’agglomération rochelaise (CdA). La même somme - soit 56 000 euros - est demandée à chacun ». La subvention totale payée indirectement par l’aéroport s’élèverait alors à 269 000 € pour l’ensemble des lignes. Cette subvention a augmenté d’un peu moins de 100 000 € par rapport à l’année précédente.
Jet2.com avaient bénéficié également d'aides d'État incompatibles avec les règles de l'UE pour un montant de 81 000 euros.

### Loisirs et tourisme
- Aéroclub de La Rochelle et Charente-Maritime (ACLR). En 1932, sous l’impulsion des membres de l’Automobile-Club de la Charente-Inférieure, il est décidé de créer une association aéronautique à La Rochelle. Elle verra officiellement le jour le 13 janvier 1933 et sera baptisée Aéroclub de la Charente-Inférieure (ACCI). Durant toutes ces années, émaillées de péripéties comme peuvent en connaître tous les clubs, elle deviendra Aéroclub de la Charente-Maritime (ACCM), pour finalement, en 1992, prendre son nom actuel.
- Club Grand Ouest Aviation (première association de simulation de vol affiliée FFA), juste avant la caserne SSLIA.
- Altitudes Parachutisme.
- Air Loisirs (construction d'avion pour amateurs).
- Héliberté.
- Aunis Air.
- Aérocéan.

## Galerie photographique

### Aérogare zone départs en 2025

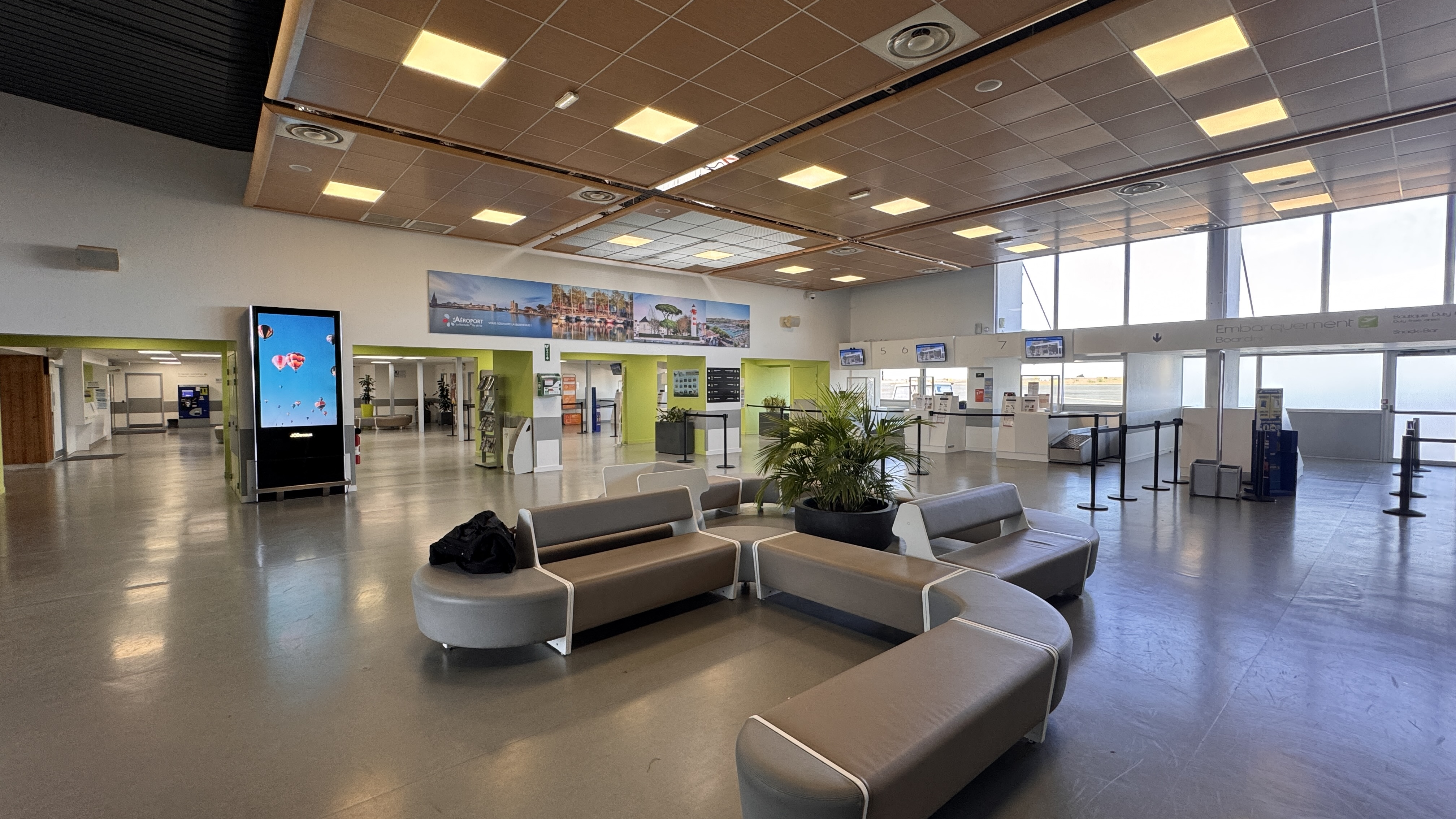
Aérogare, zone départs (banques 5 à 7).
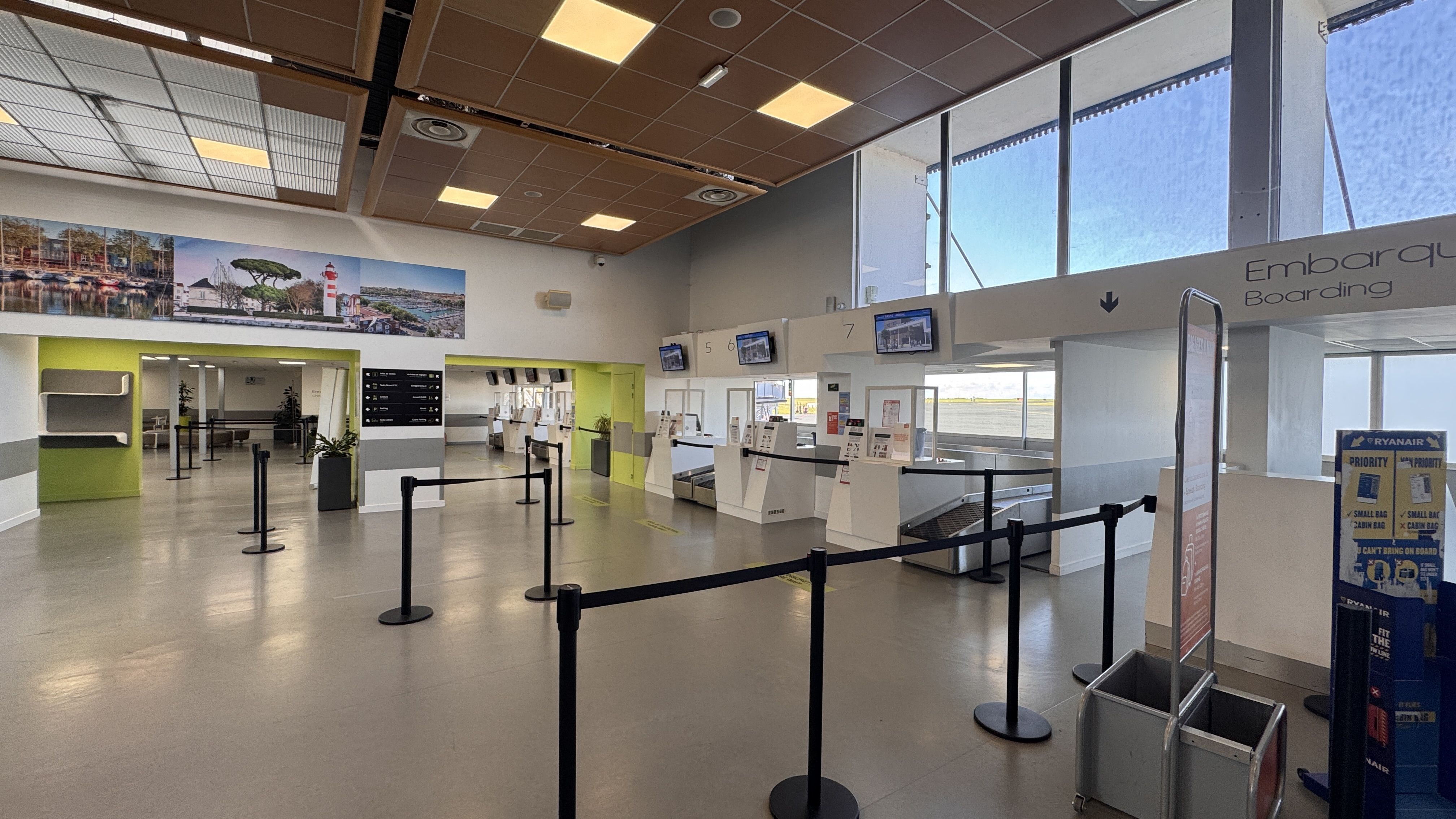
Aérogare zone départs (banques 5 à 7).
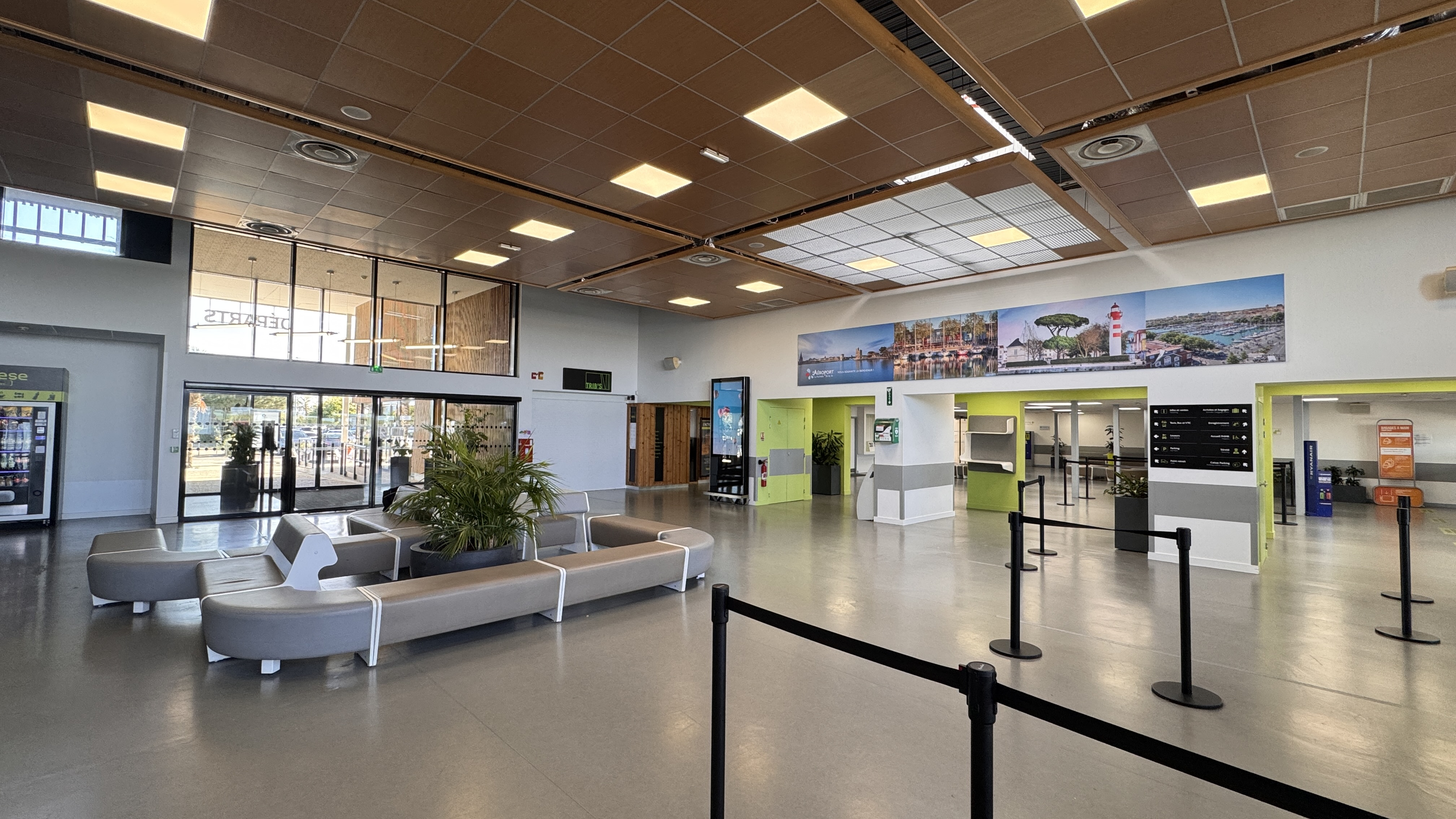
Hall départs de l'aérogare de La Rochelle.
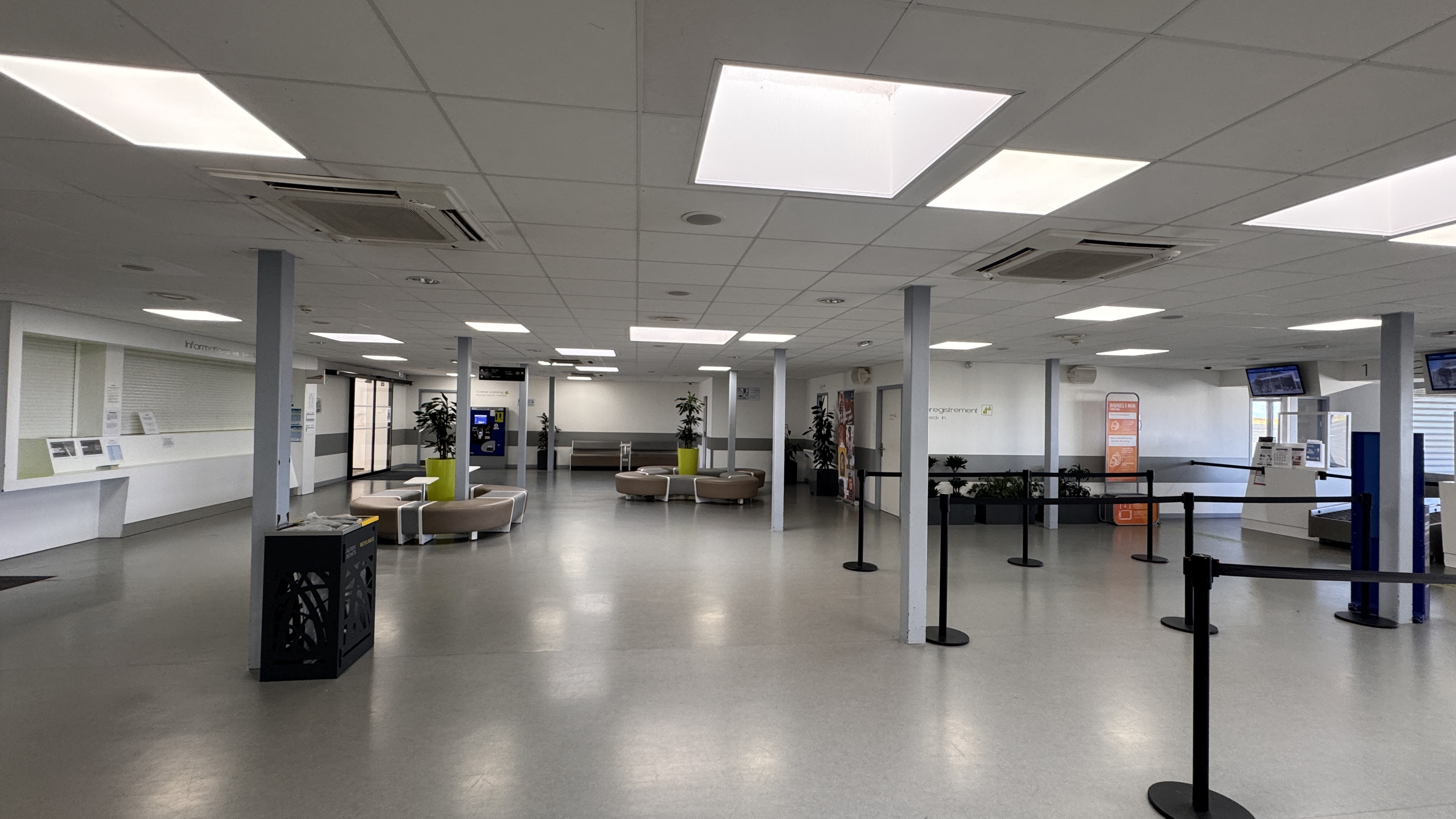
Aérogare zone départs (banques 1 à 4).
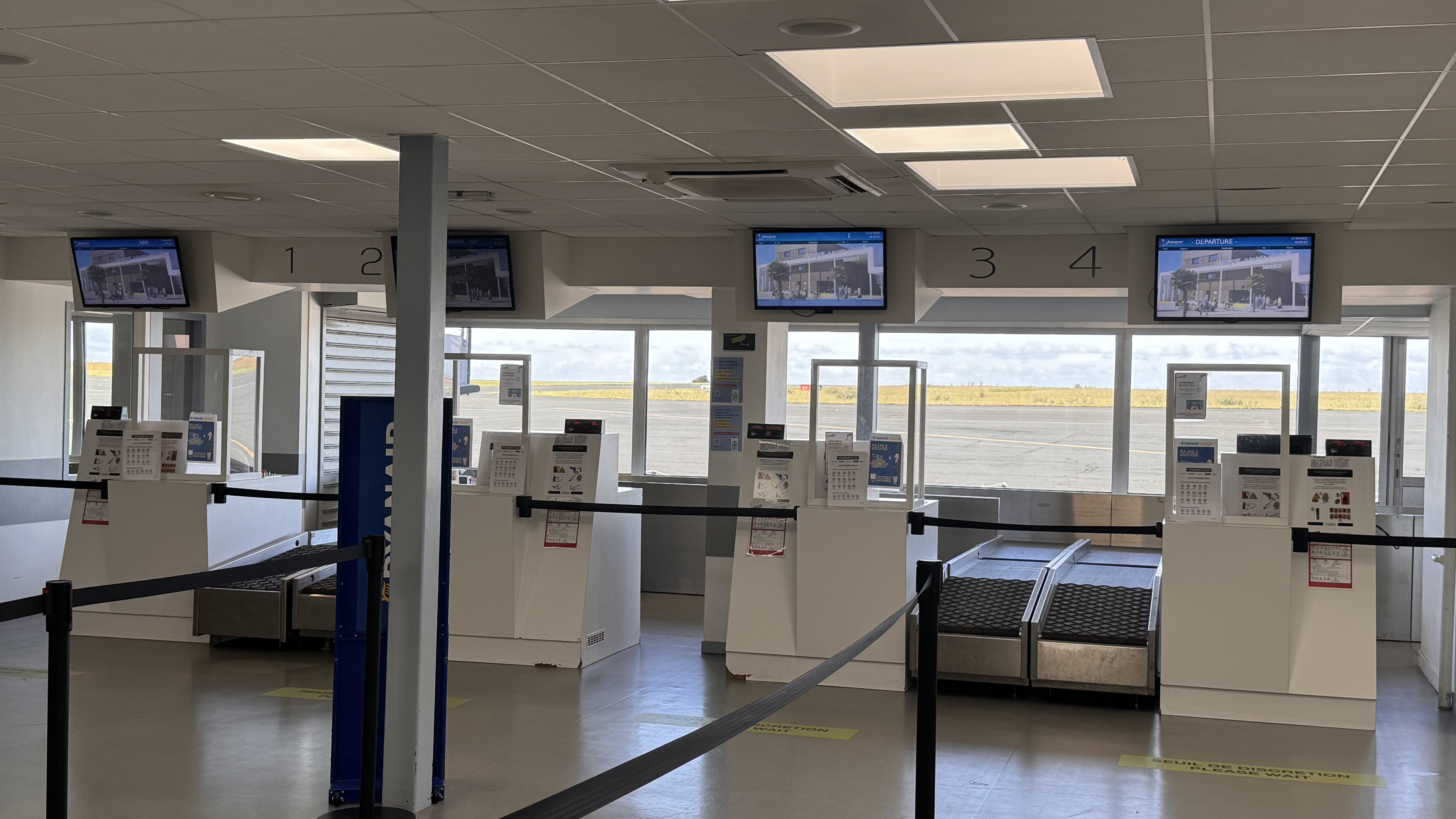
Zone départs (banques 5 à 7).
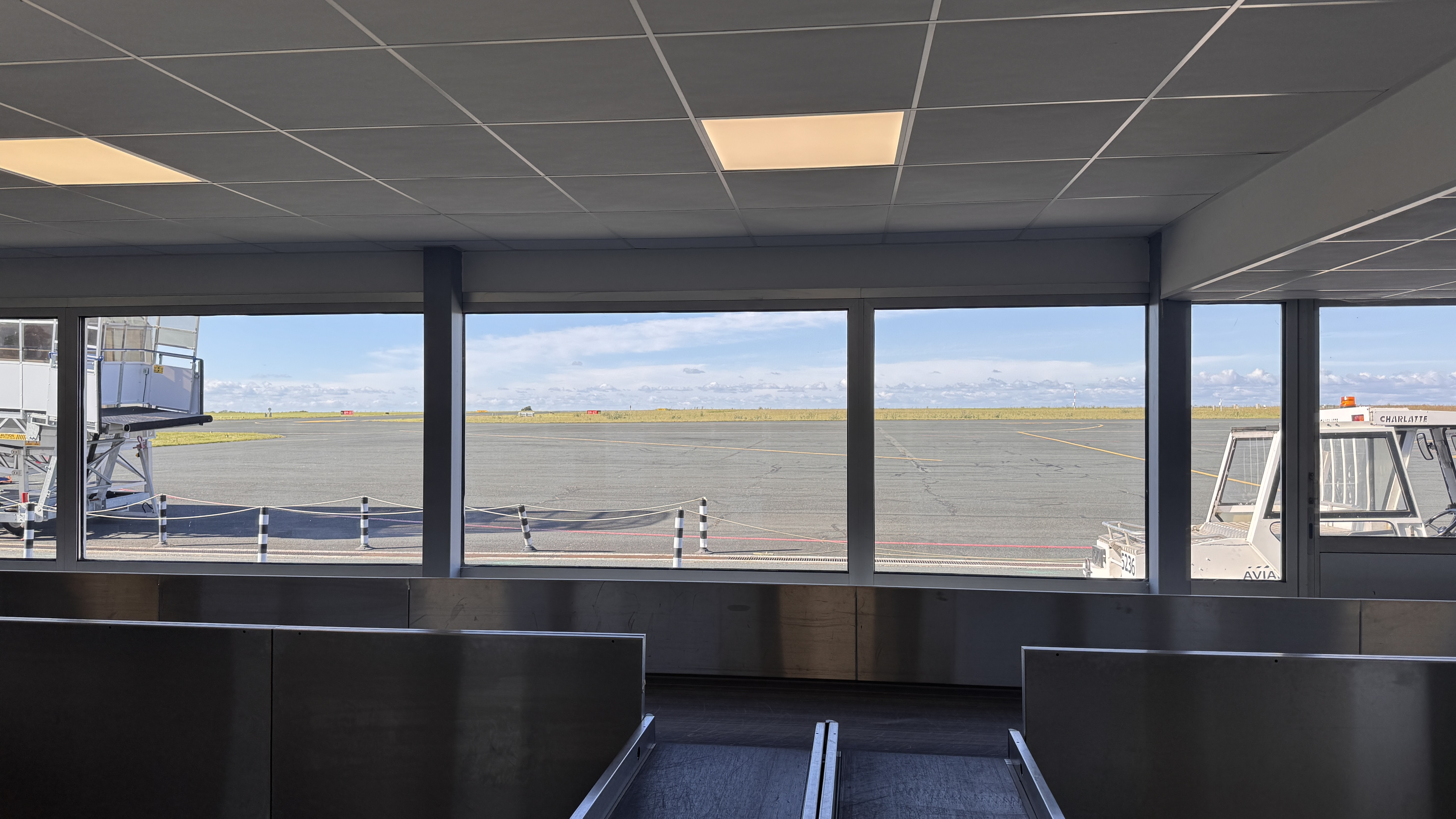
Banques d'enregistrement avec vue sur le parking à avions

### Autres bâtiments

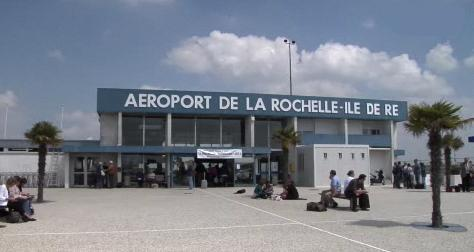
Entrée de l'aérogare en 2009.
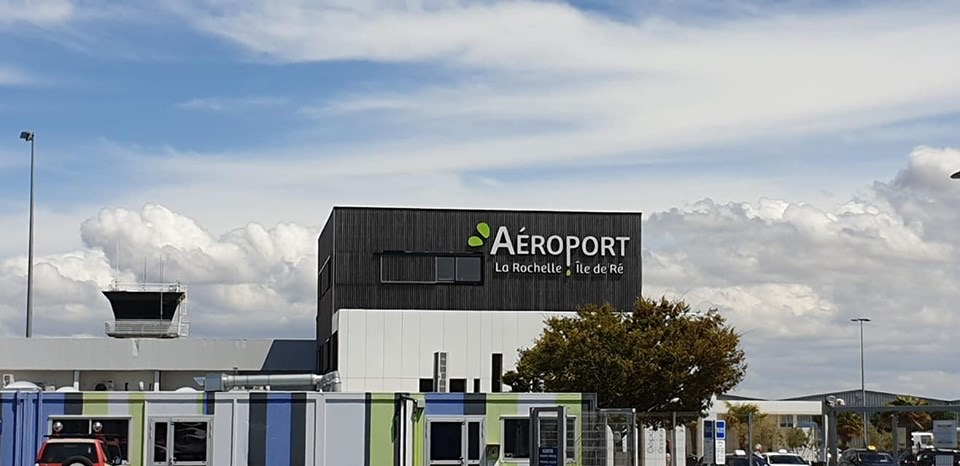
Aéroport de La Rochelle en juin 2019.
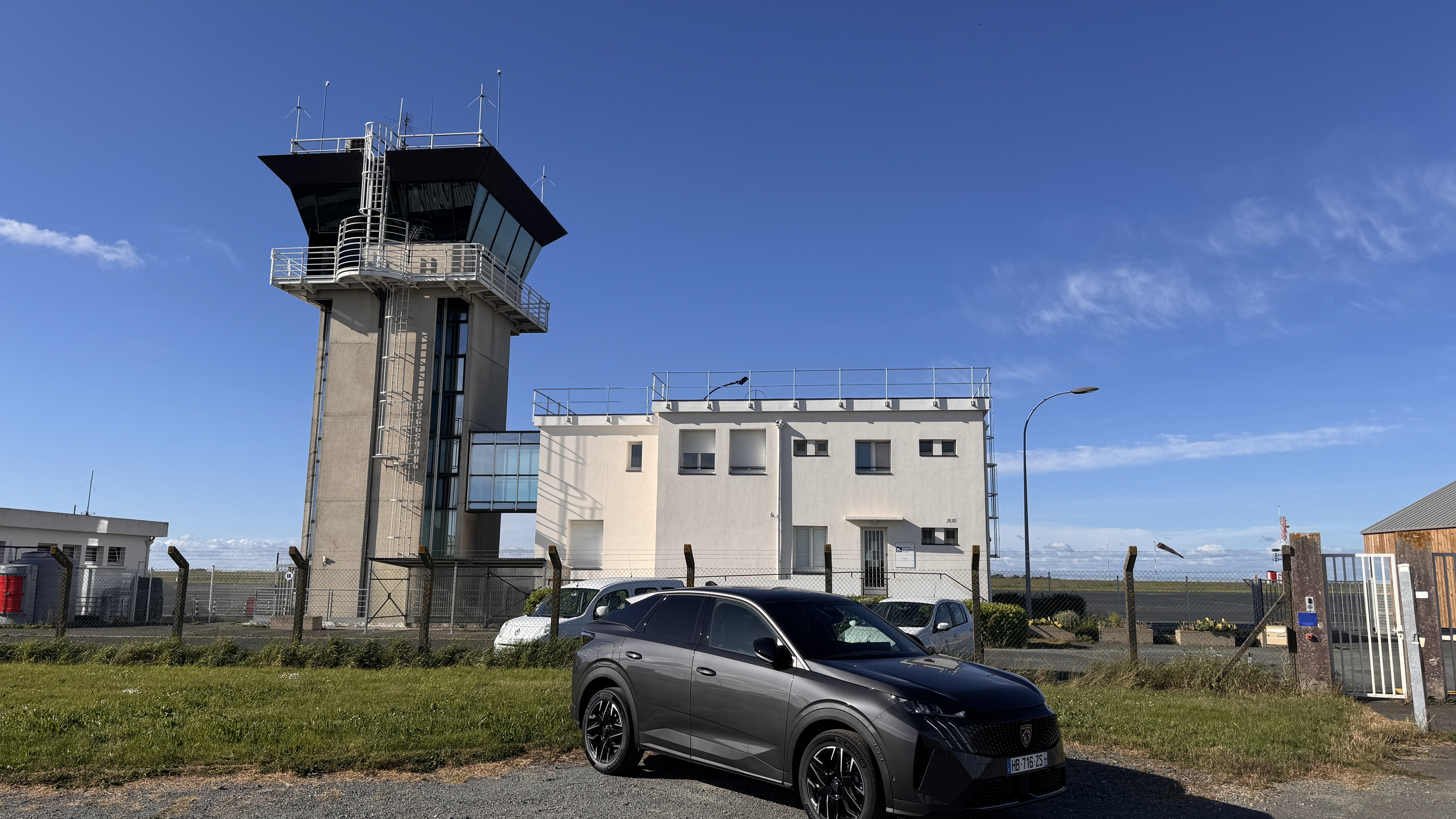
Tour de contrôle de la Rochelle en 2025.
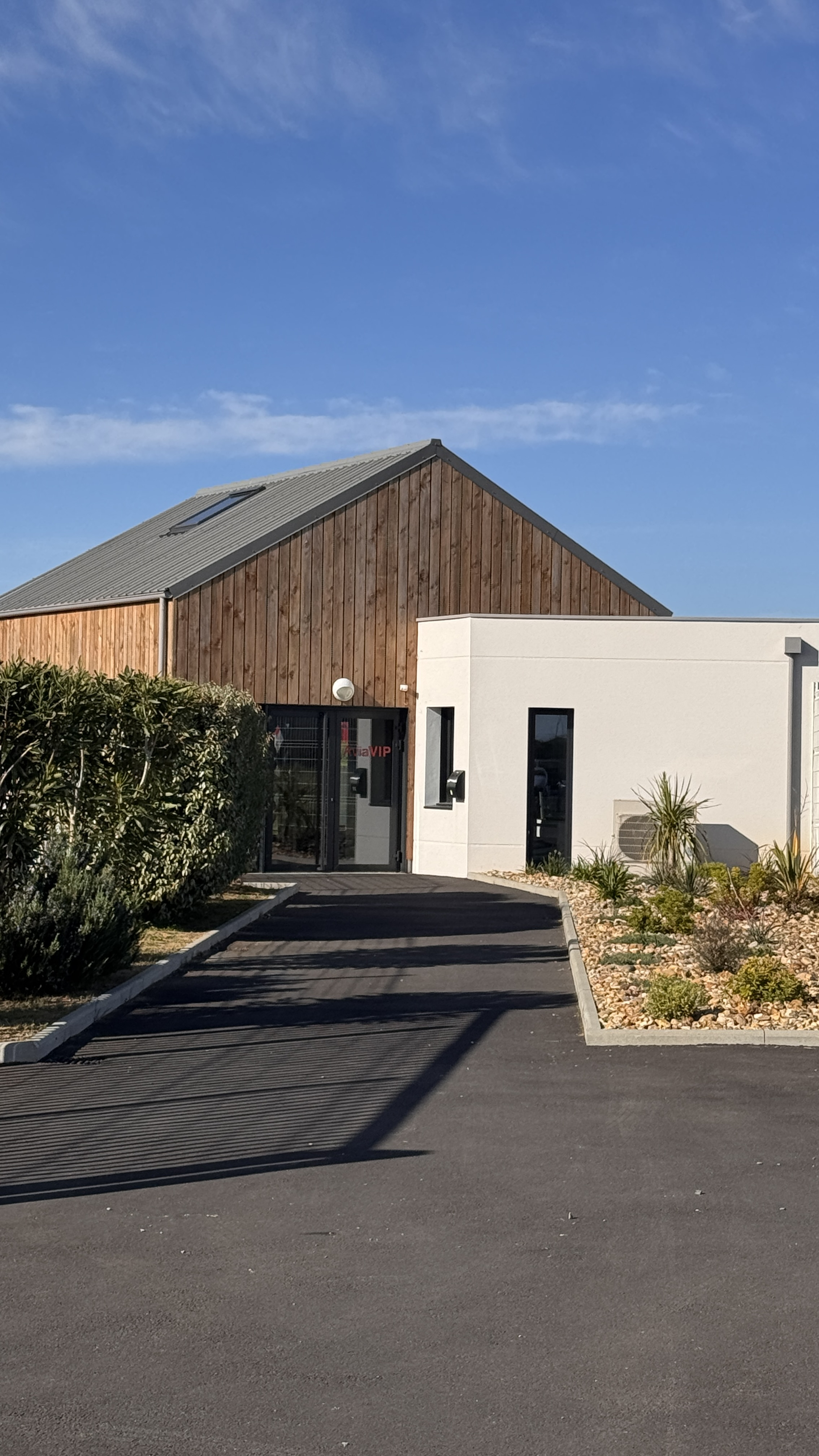
Terminal Affaires (Avia VIP) en 2025.
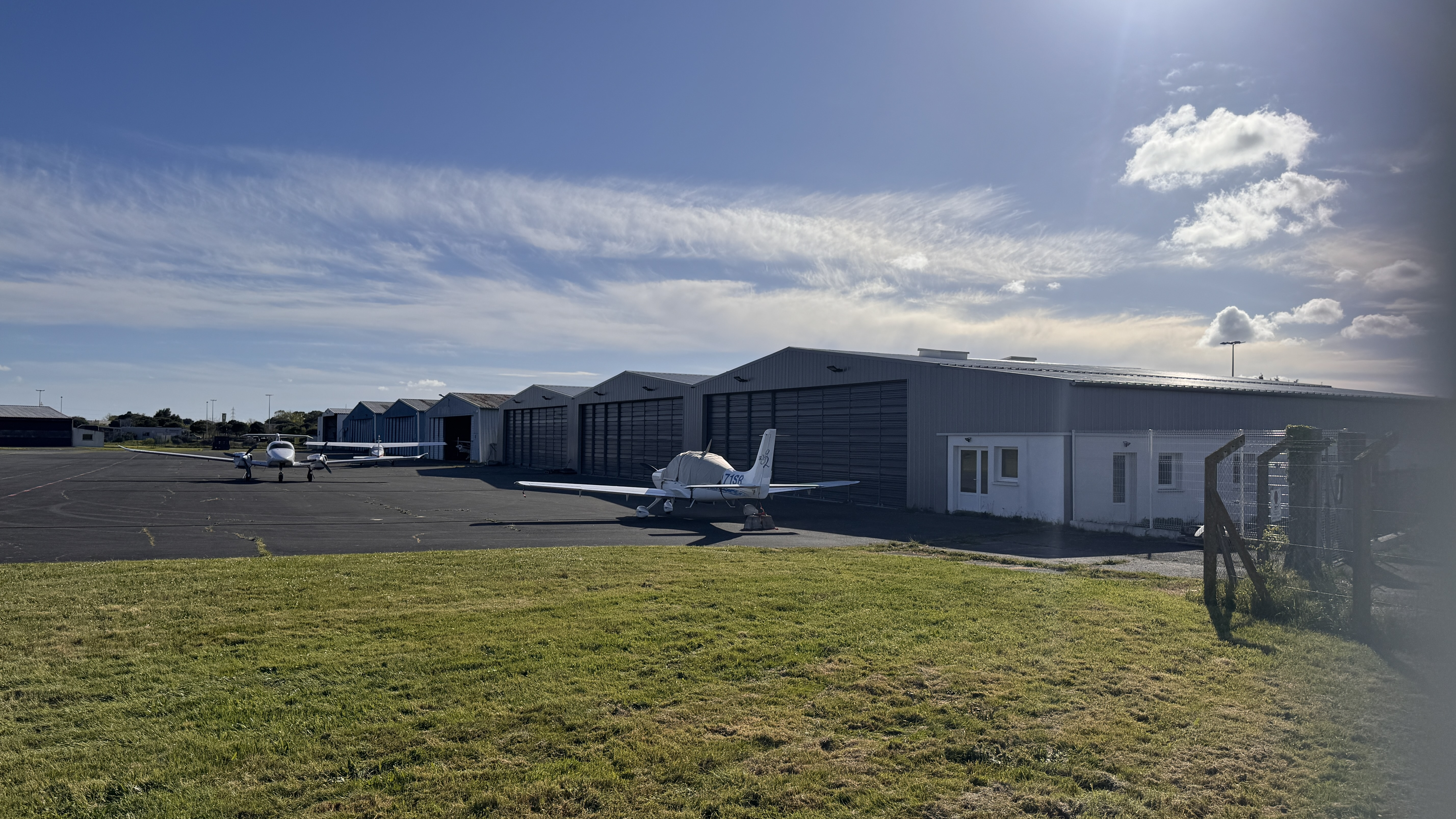
Aviation générale à La Rochelle
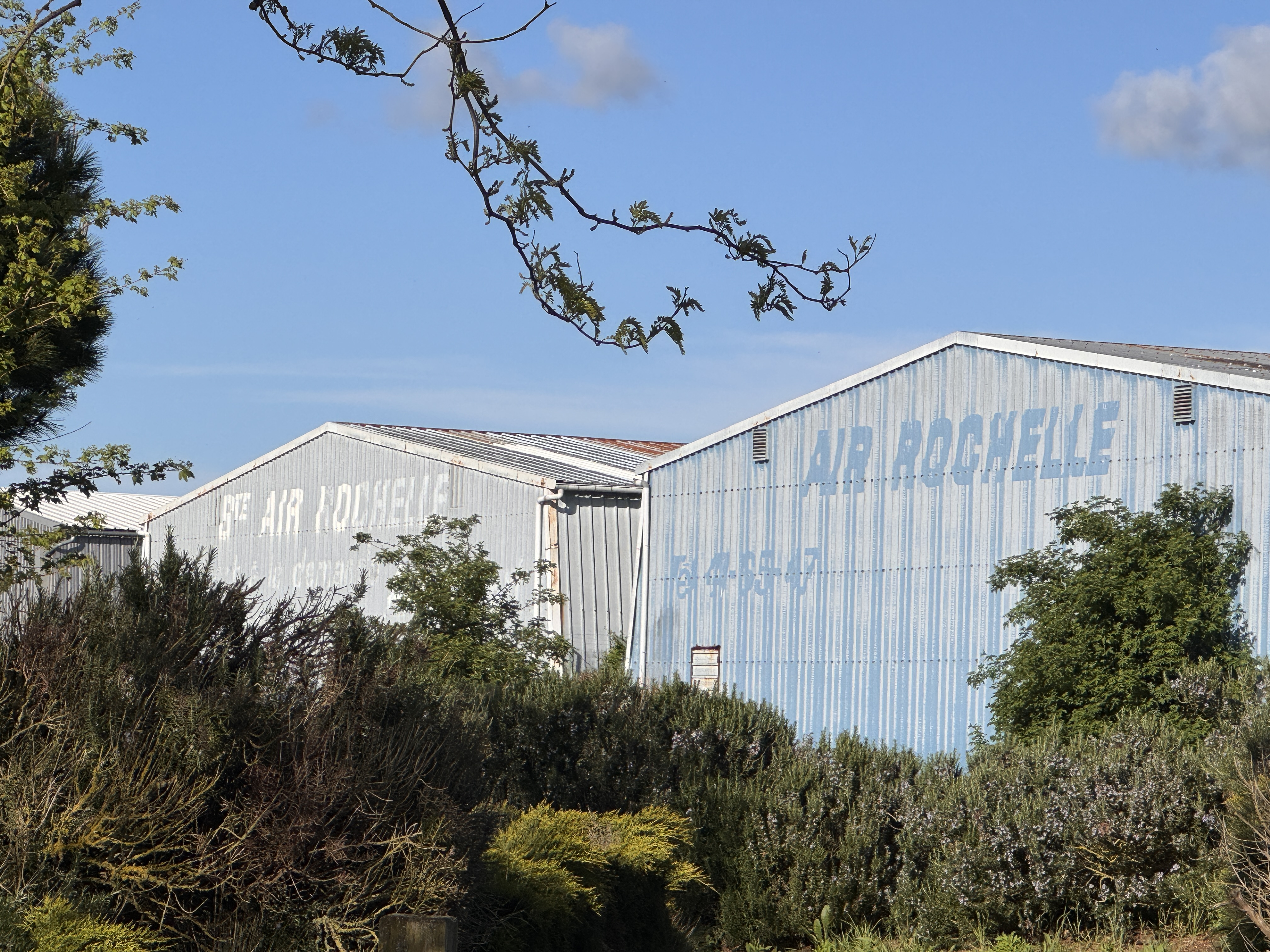
Anciens hangars de la compagnie Air Rochelle
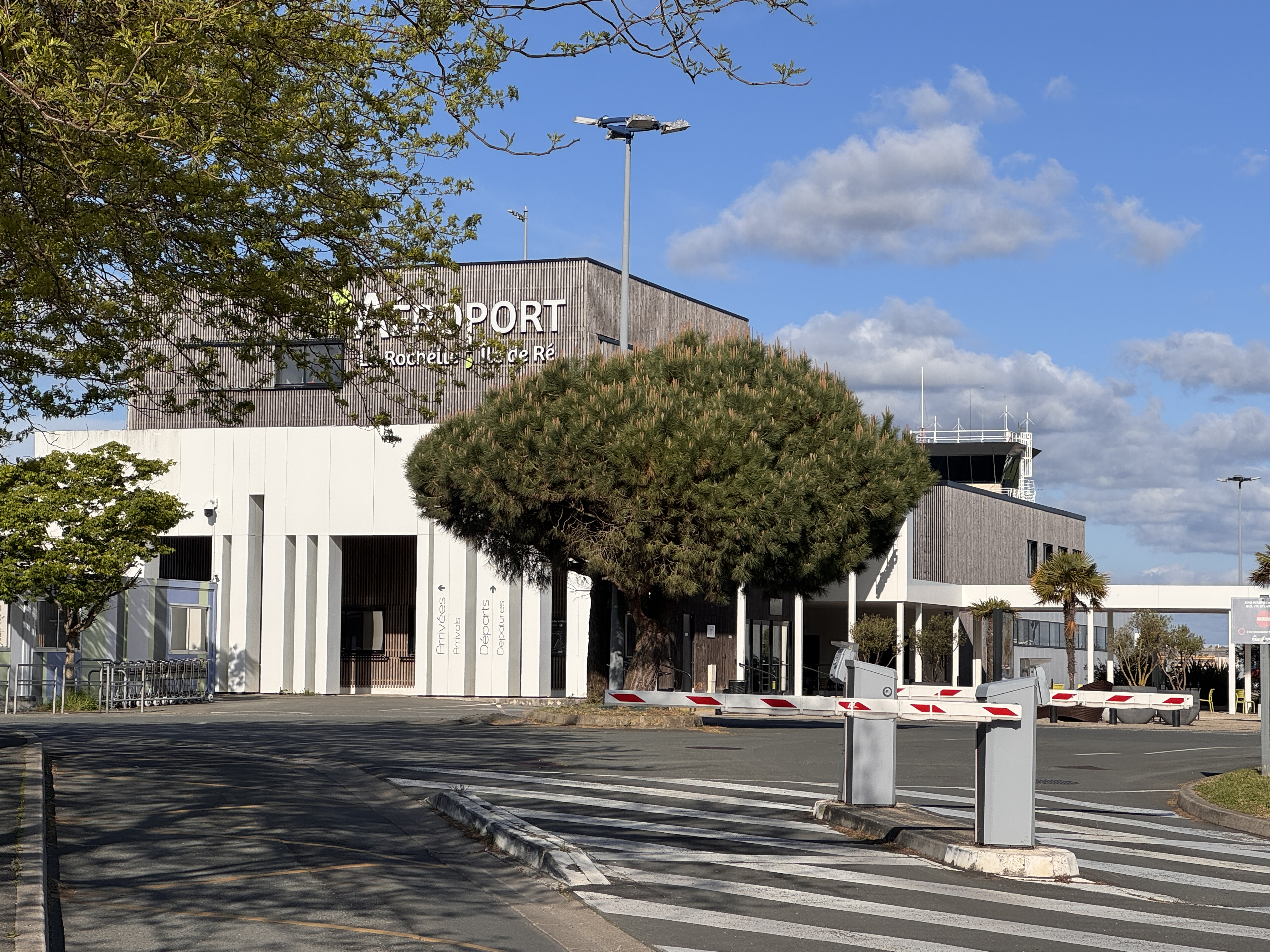
Aéroport de la Rochelle en 2025

### Vues aériennes de 1937 à 2014

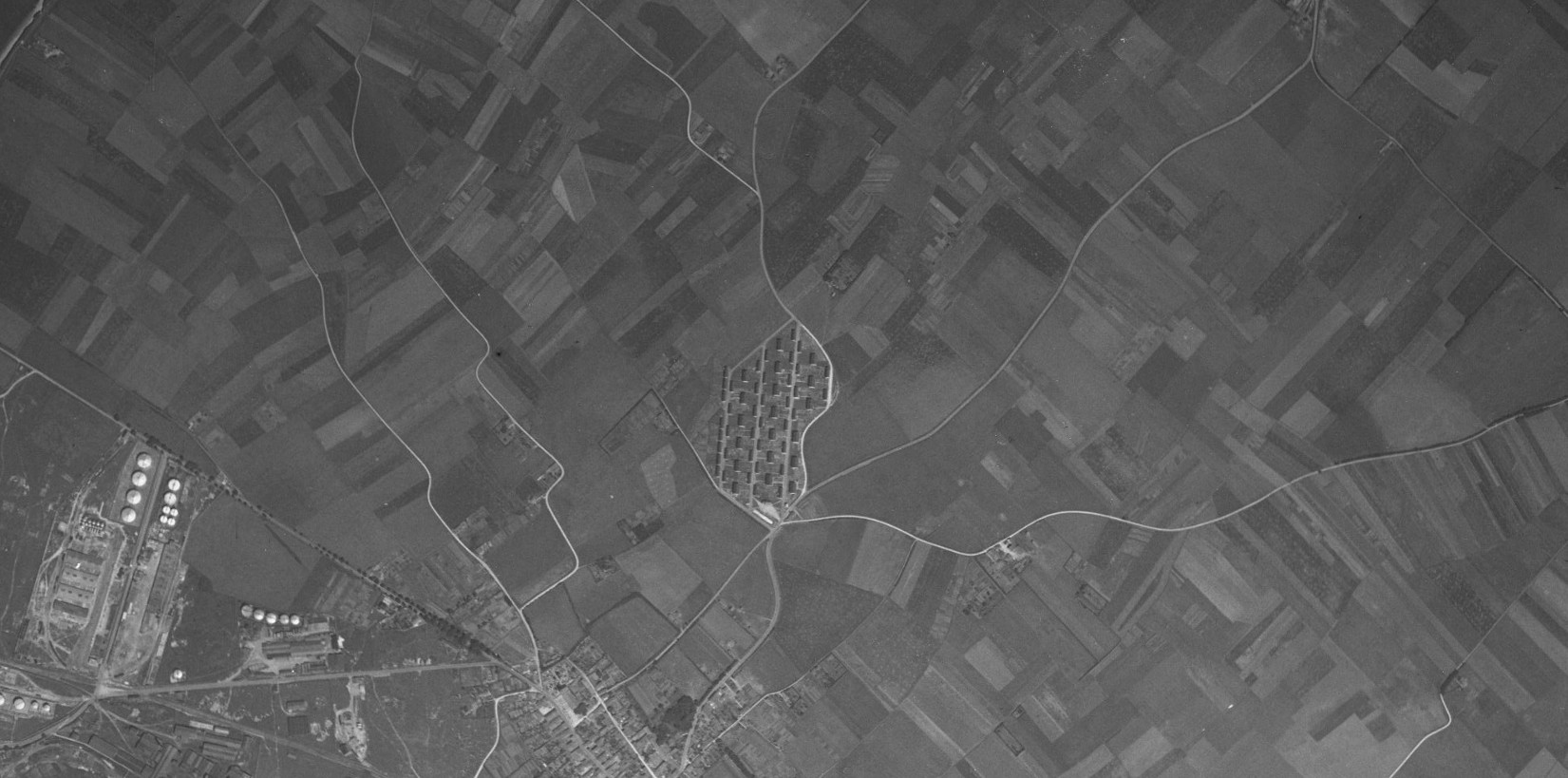
Emplacement du futur aéroport de la Rochelle en 1937
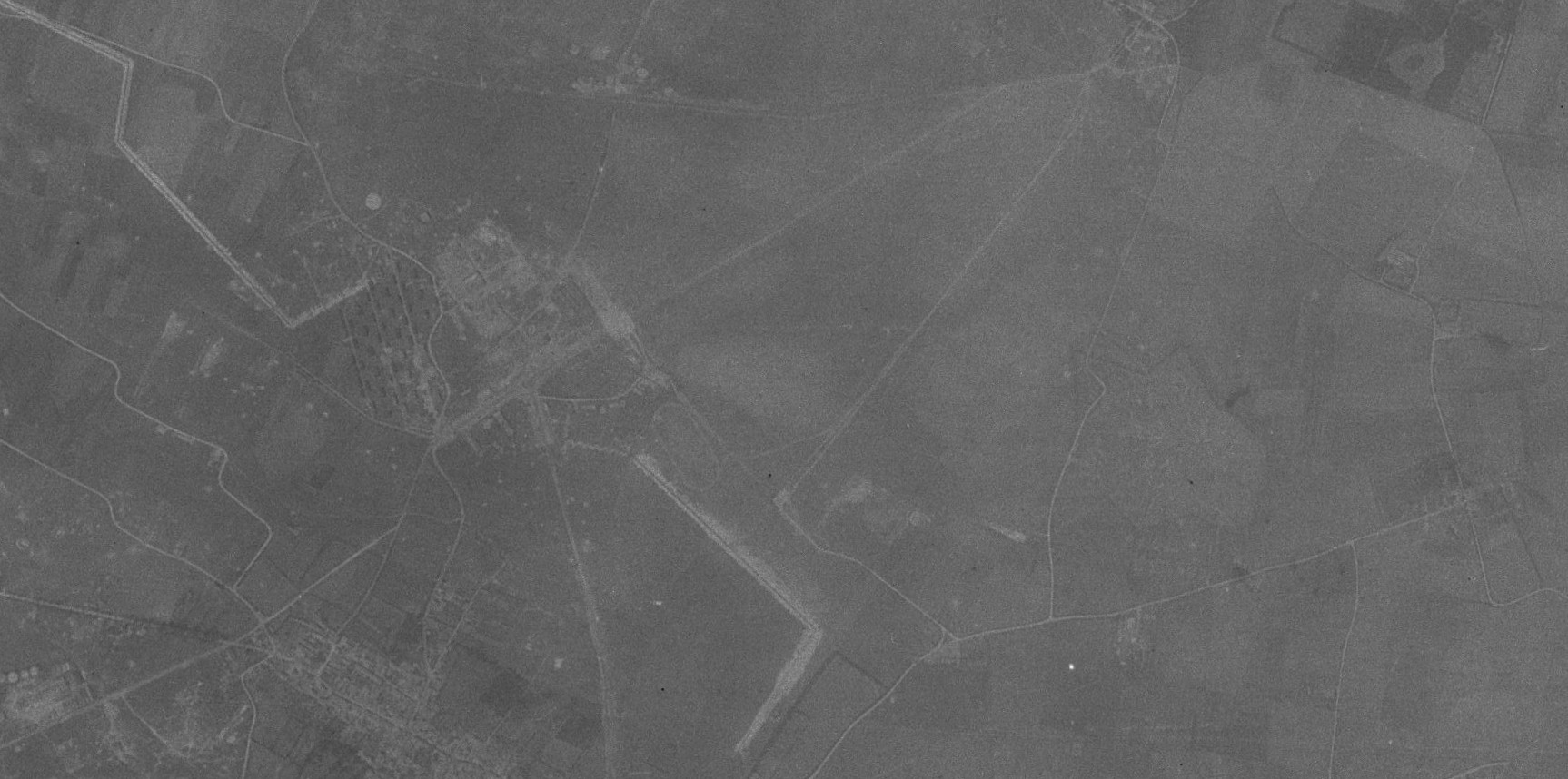
Aéroport de la Rochelle en 1945
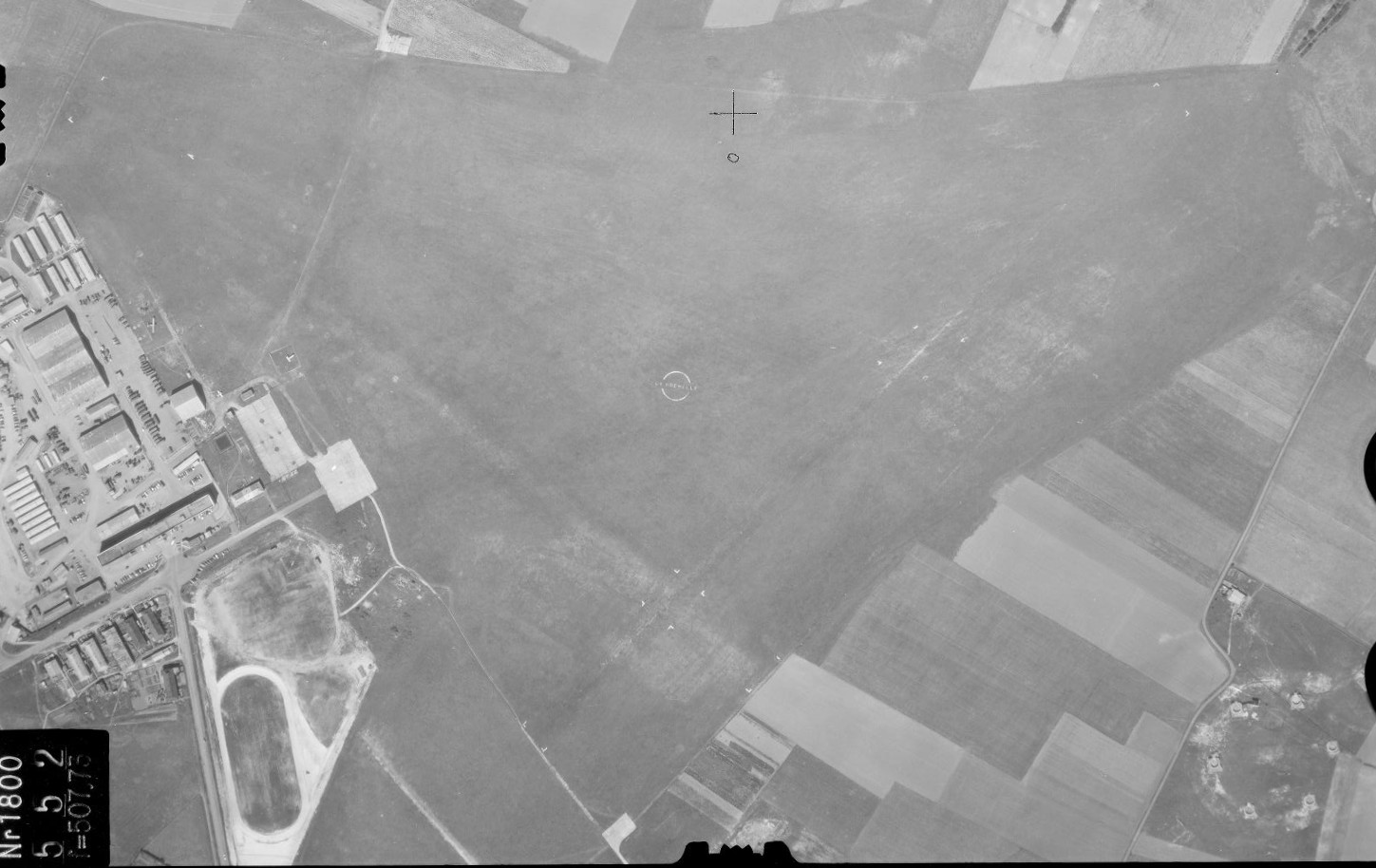
Aéroport de la Rochelle en 1957
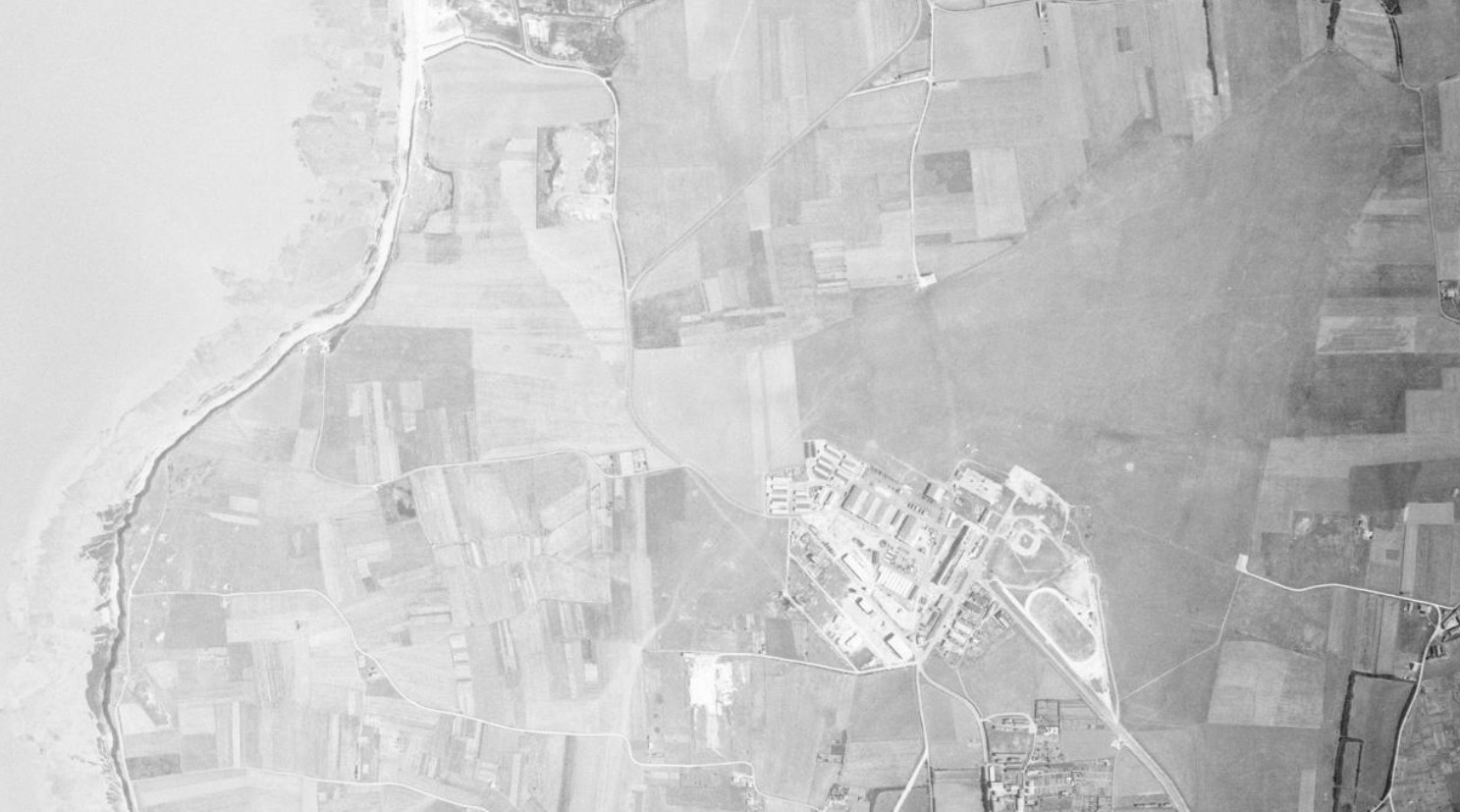
Aéroport de la Rochelle en 1959
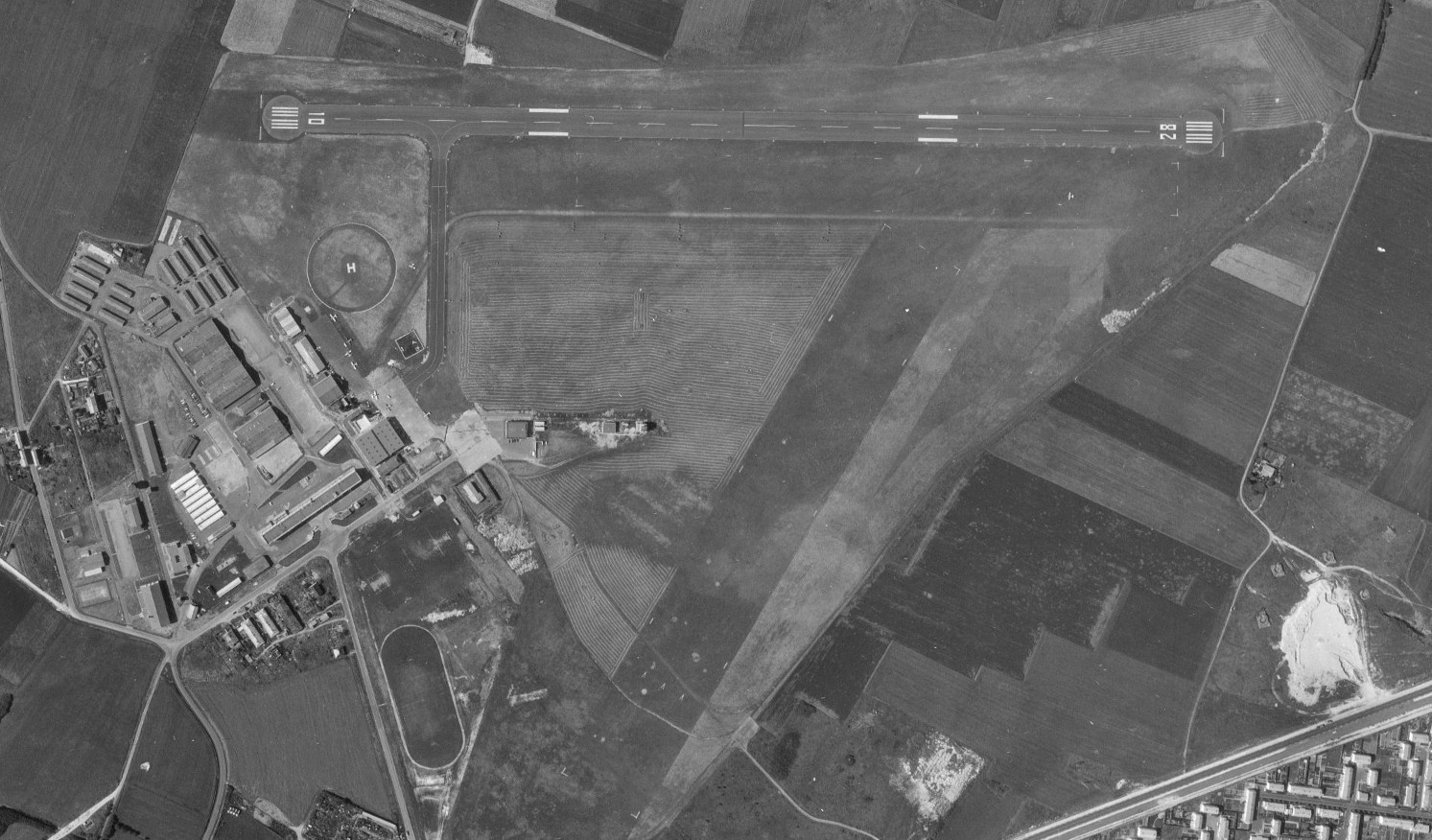
Aéroport de la Rochelle en 1969 avec ses deux pistes en herbe, un piste enrobée 10/28 et le spot hélicoptère
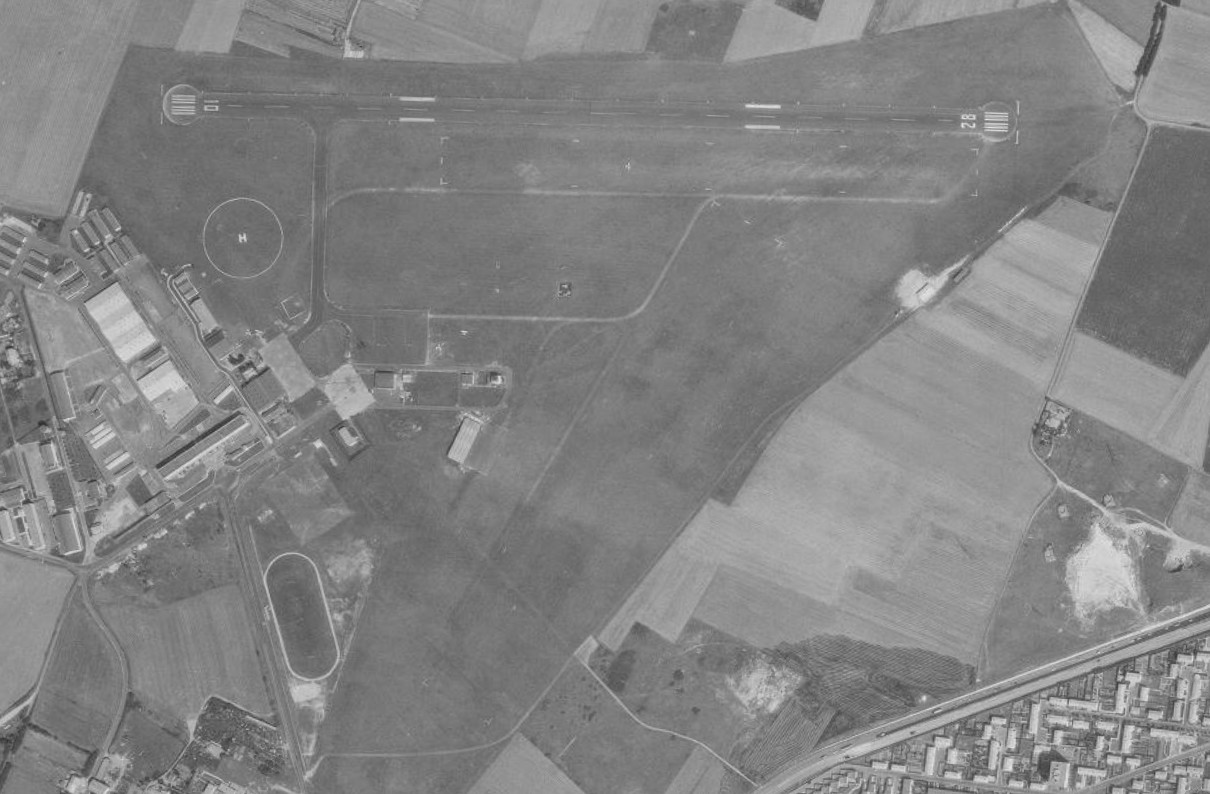
Aéroport de la Rochelle en 1972
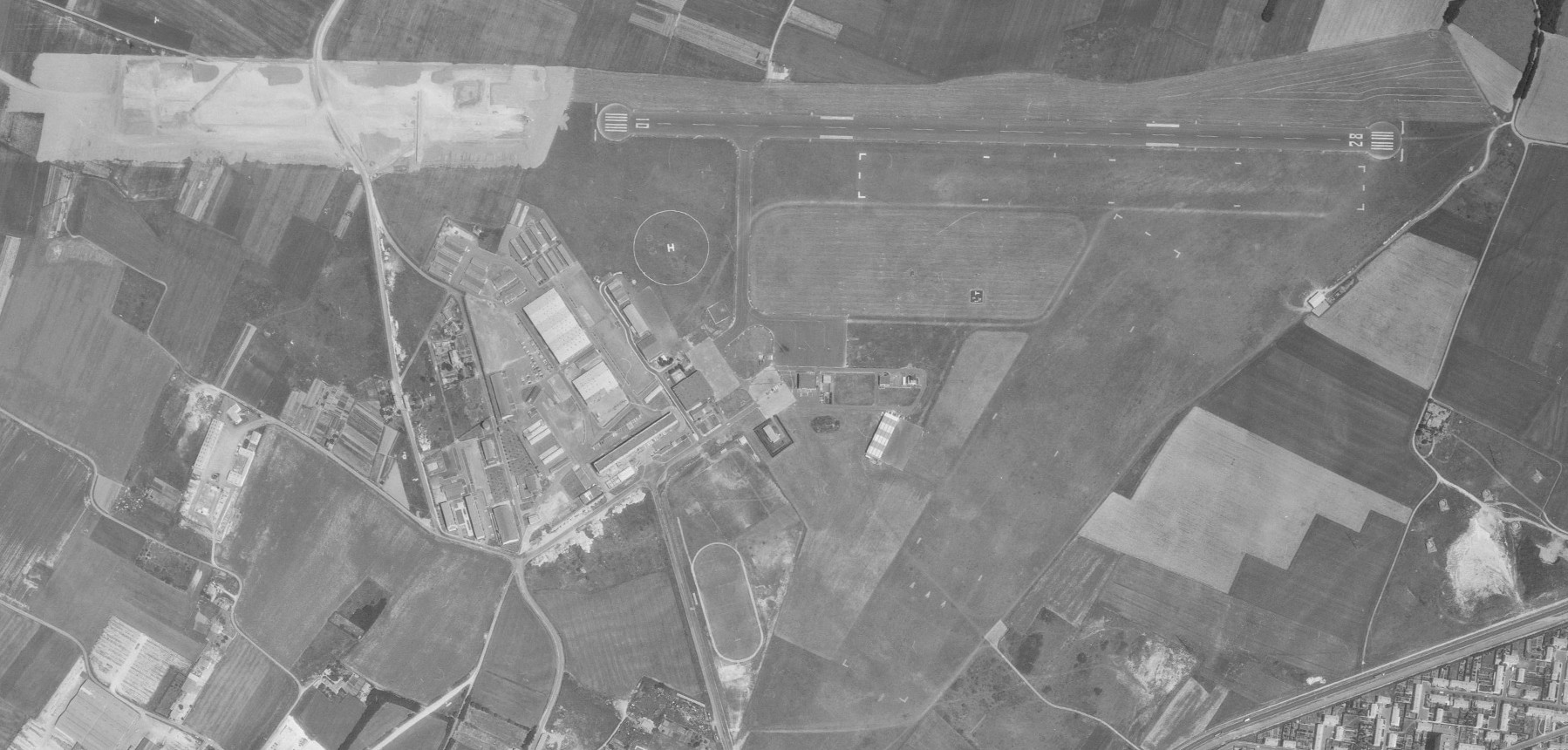
Aéroport de la Rochelle en 1973 avec les travaux d'allongement de la piste enrobée 10/28
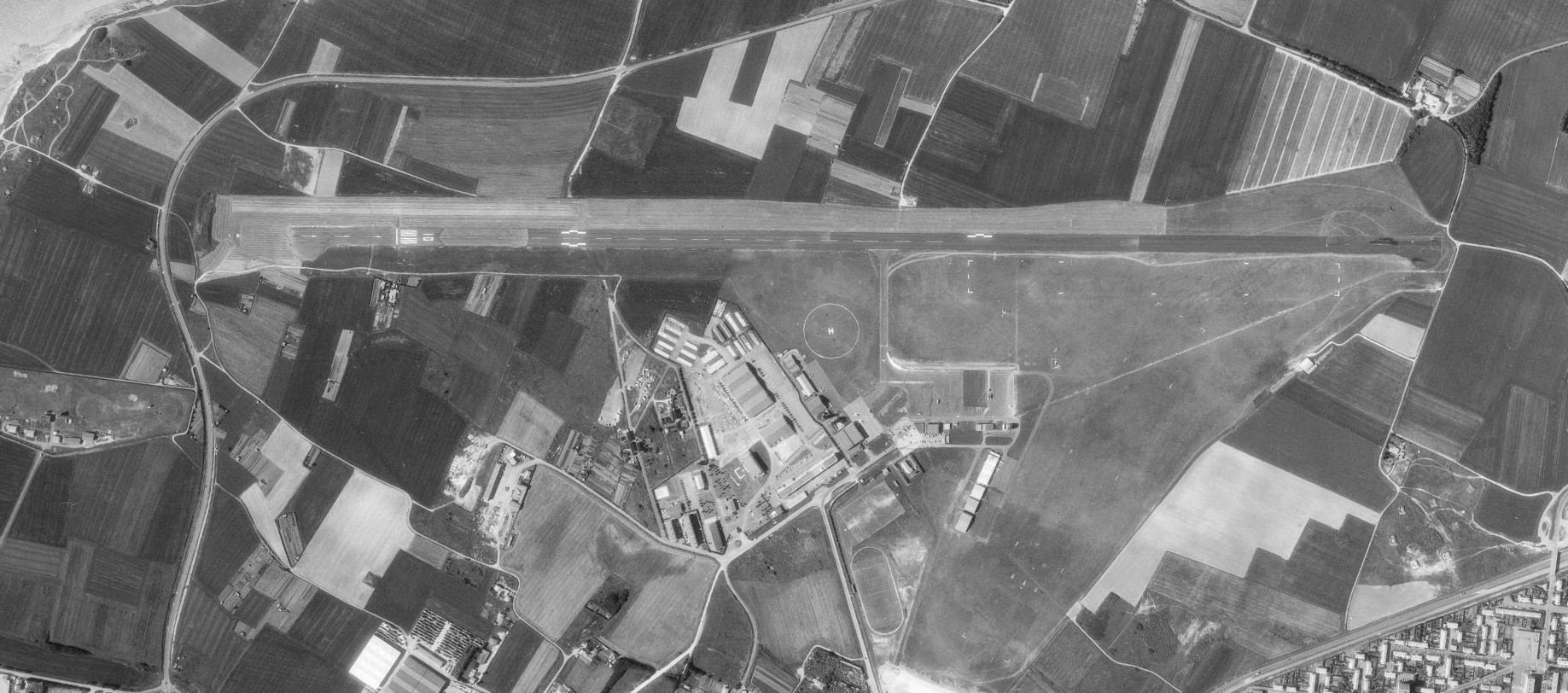
Aéroport de la Rochelle en 1979
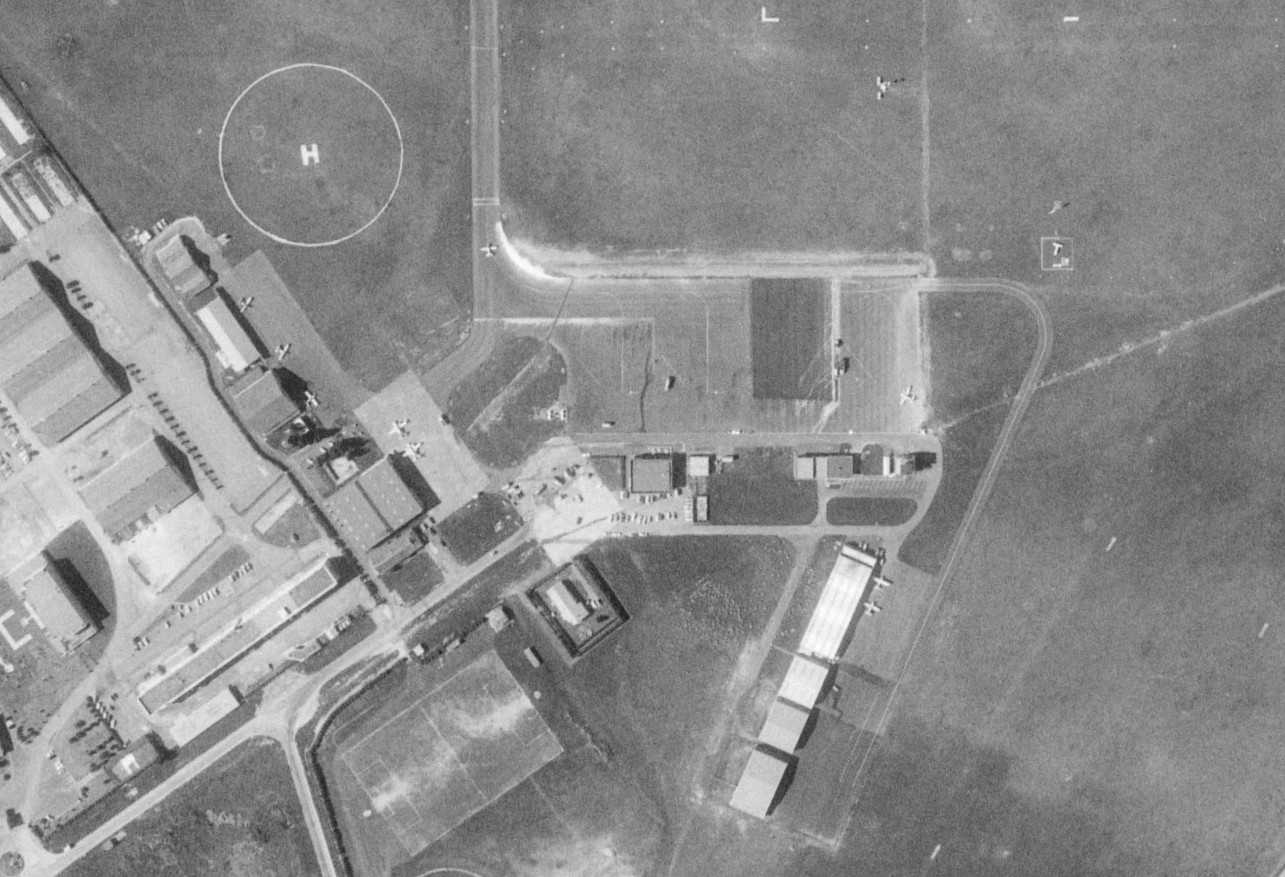
Aéroport de la Rochelle en 1979
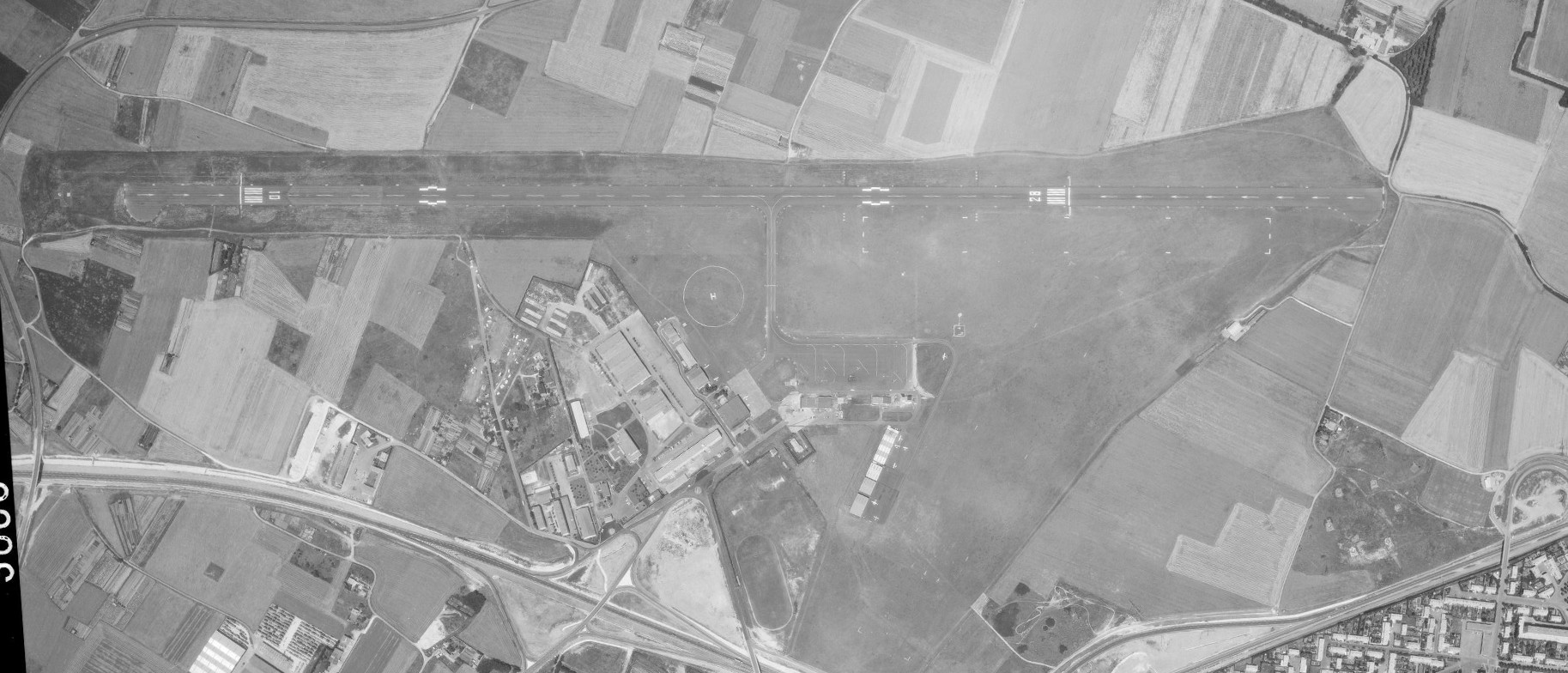
Aéroport de la Rochelle en 1981
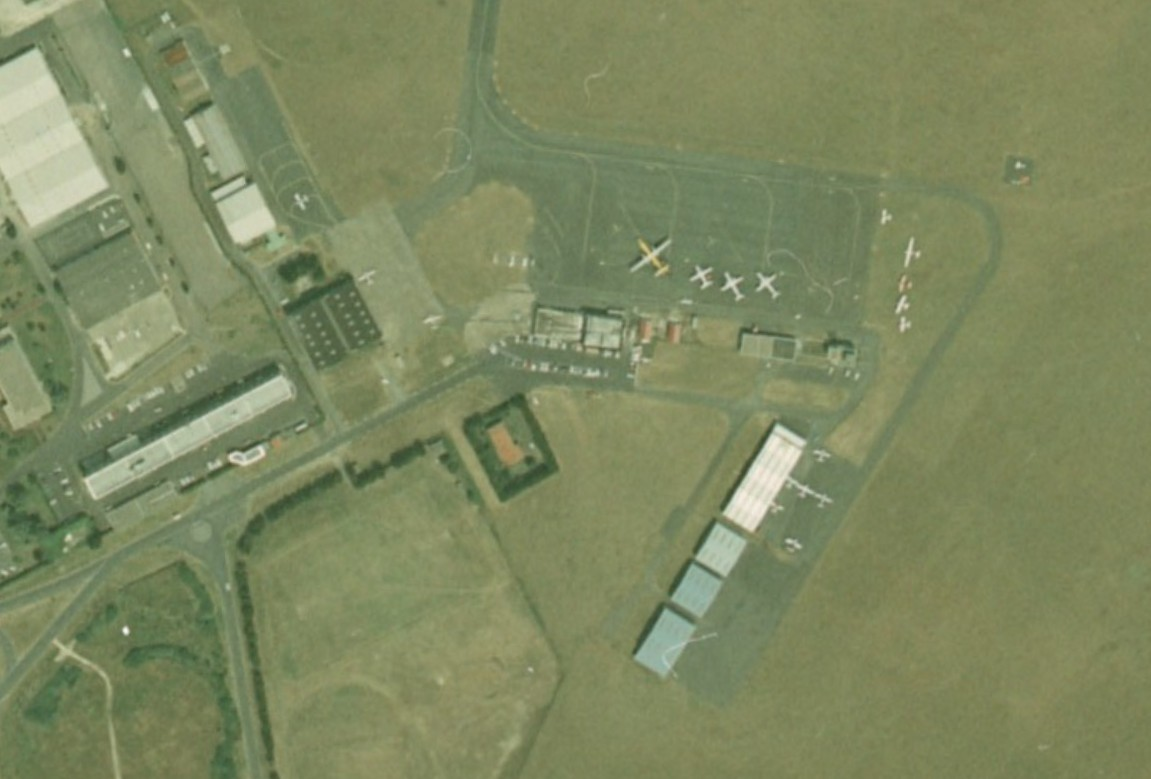
Aéroport de la Rochelle en 1989
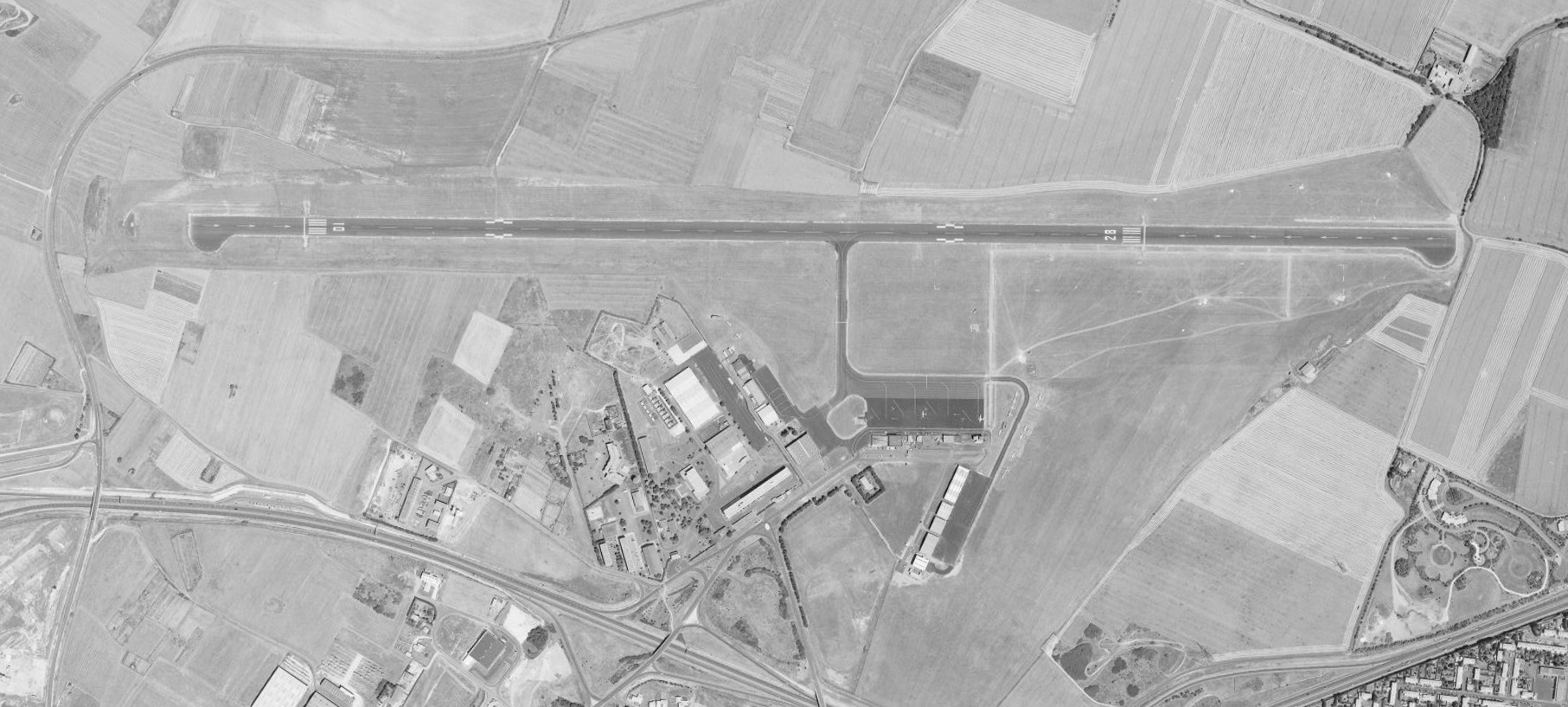
Aéroport de la Rochelle en 1991
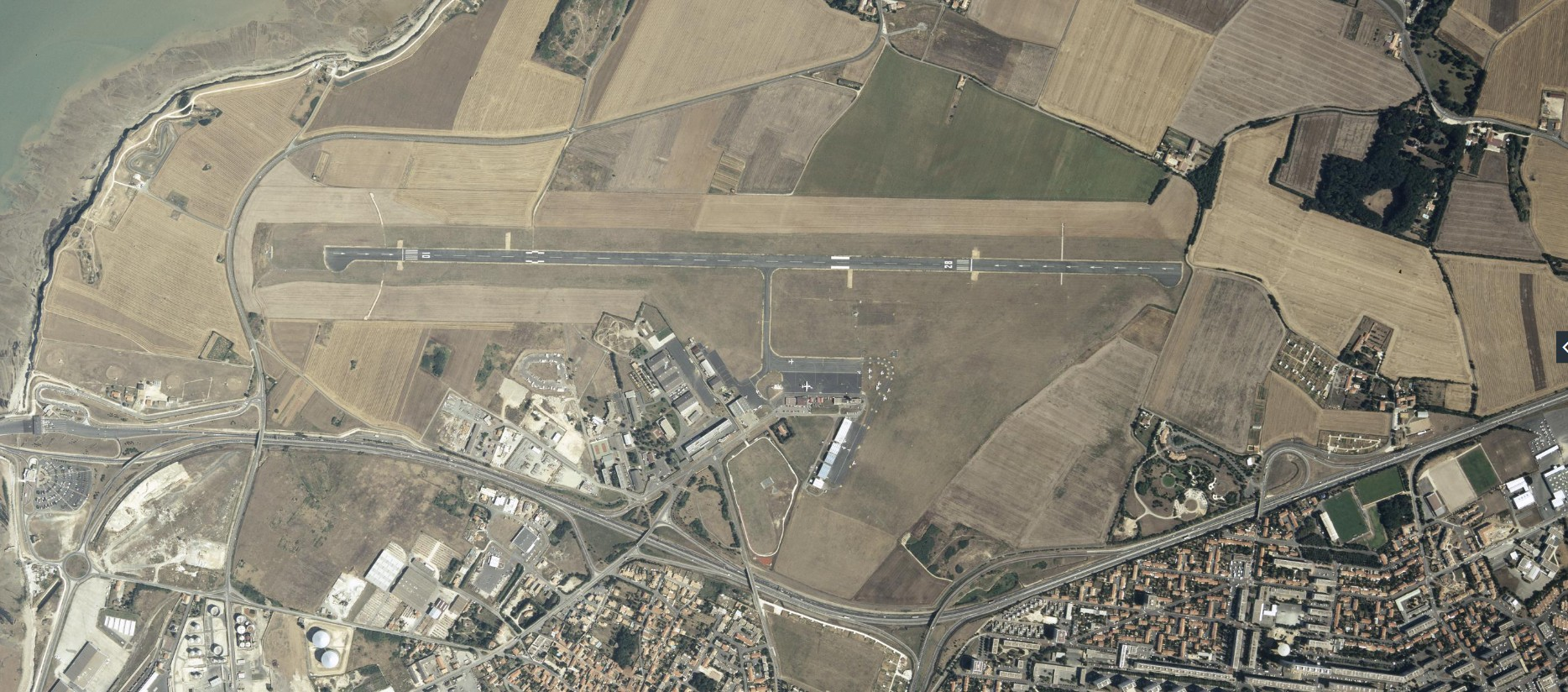
Aéroport de la Rochelle en 1998
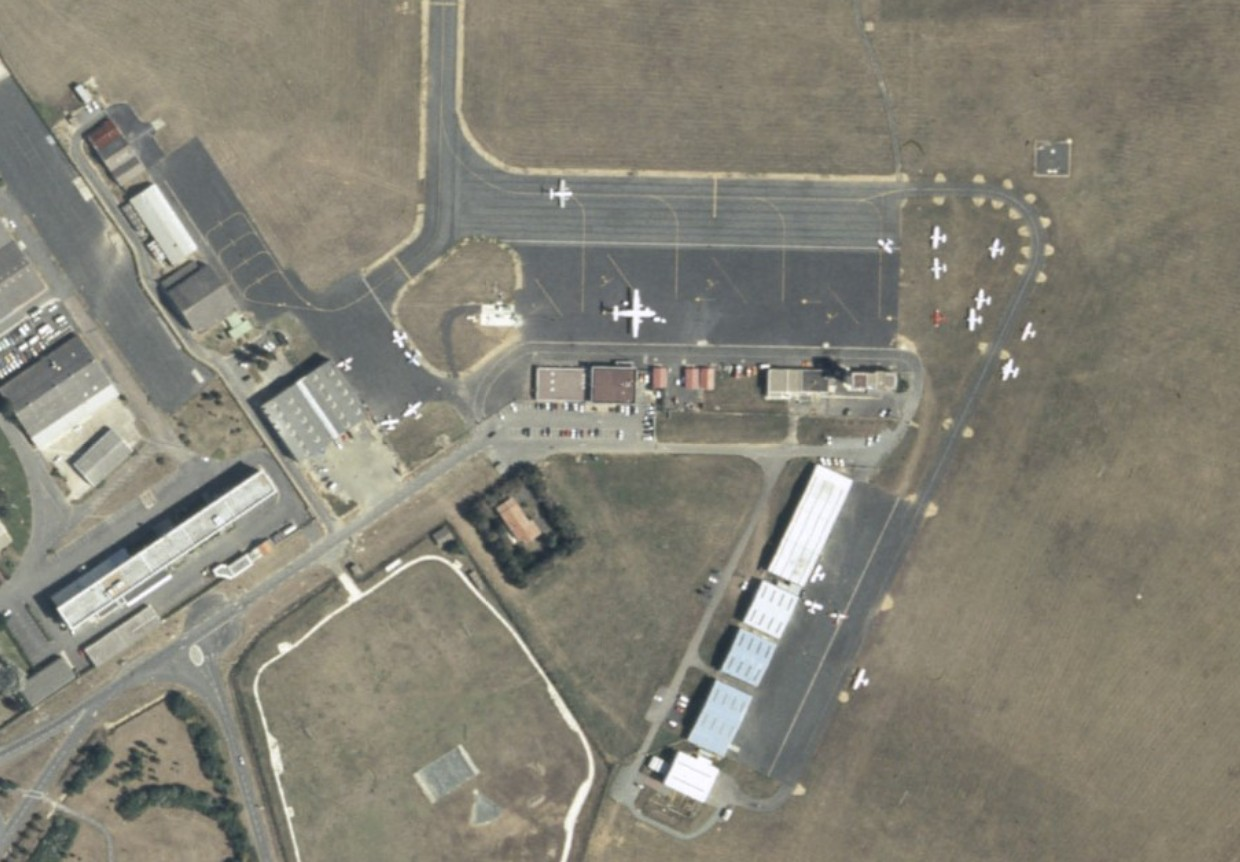
Aéroport de la Rochelle en 1998
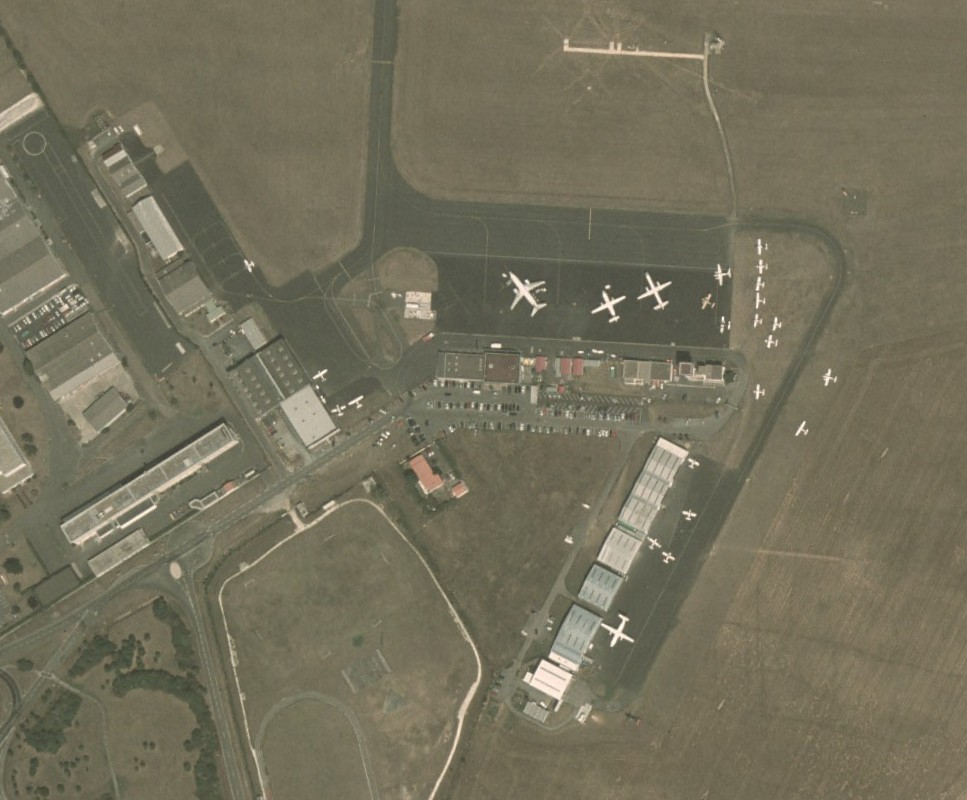
Aéroport de la Rochelle en 2003
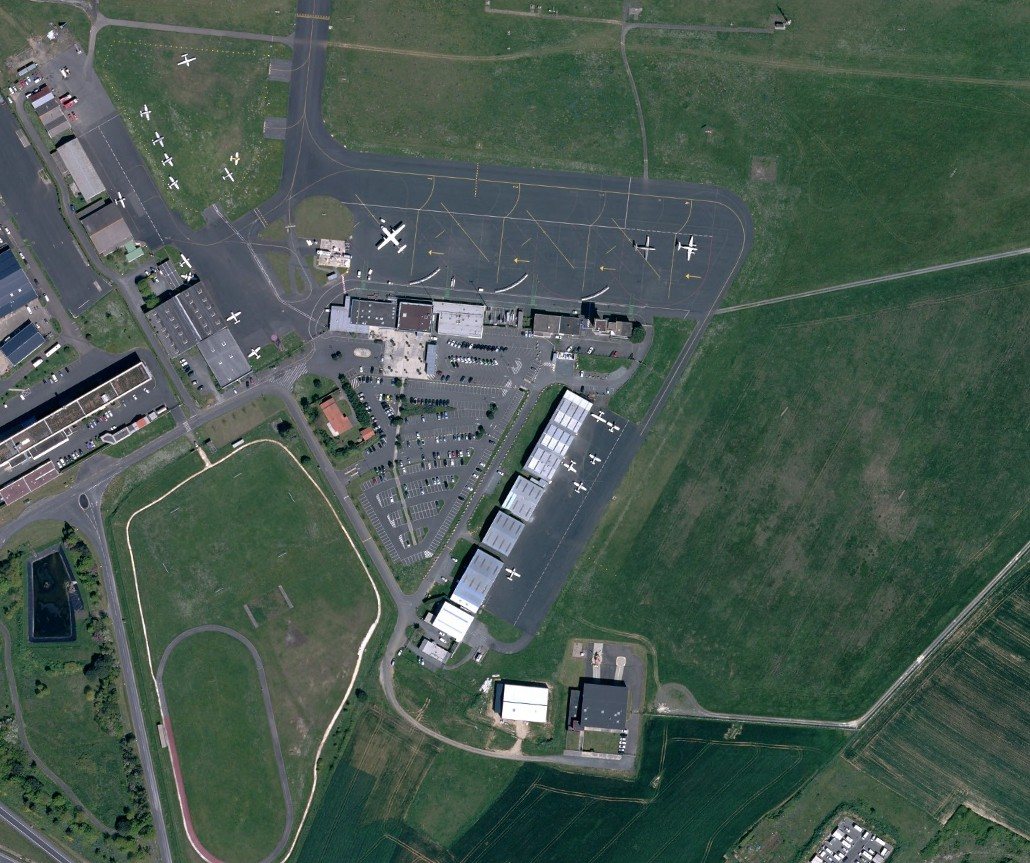
Aéroport de la Rochelle en 2014
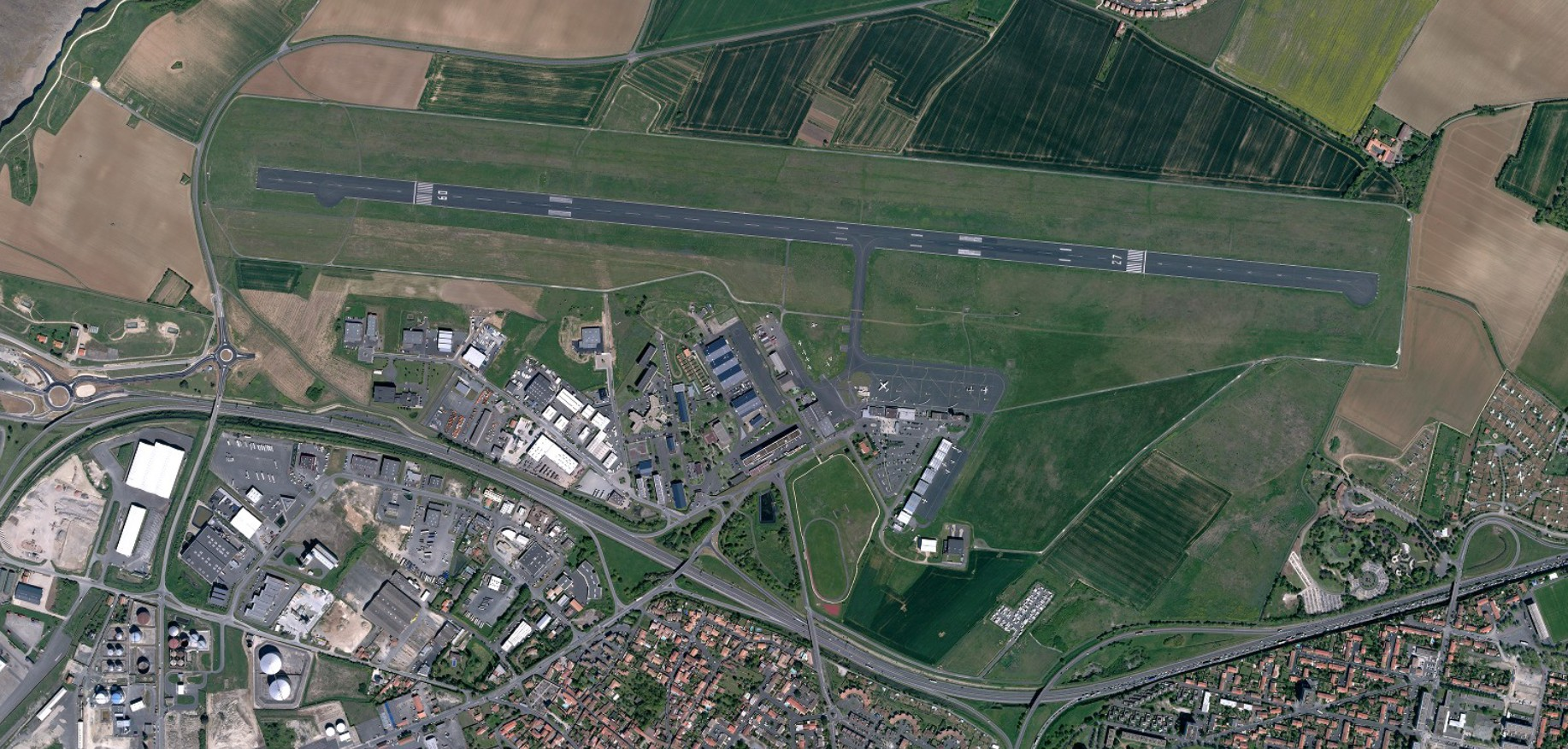
Aéroport de la Rochelle en 2014